# Danh sách tập của Giai điệu tự hào
Dưới đây là danh sách tập phát sóng của chương trình Giai điệu tự hào, được phát sóng vào 20h10 thứ 6 cuối cùng mỗi tháng trên kênh truyền hình VTV1, 14h10 thứ năm và Chủ nhật của tuần kế tiếp trên VTV, bắt đầu từ tháng 1 năm 2014 đến tháng 5 năm 2018
Chú giải về màu sắc

## Giai điệu tự hào 2014
- Từ số 1 đến số 5 của Giai điệu tự hào được ghi hình ở Hà Nội.

#### Giai điệu tự hào tháng 1: Bài ca năm tấn (25/1/2014)
Danh sách bài hát
| Thứ tự | Bài hát                    | Tác giả                         | Ca sĩ thể hiện                         |
| ------ | -------------------------- | ------------------------------- | -------------------------------------- |
| 1      | Bài ca năm tấn             | Nguyễn Văn Tý                   | Tân Nhàn                               |
| 2      | Tôi là người thợ mỏ        | Hoàng Vân                       | NSND Quang Thọ                         |
| 3      | Cô thợ hàn                 | Thịnh Trường                    | Đàm Vĩnh Hưng                          |
| 4      | Những ánh sao đêm          | Phan Huỳnh Điểu                 | NSND Quốc Hương Đức Tuấn               |
| 5      | Quảng Bình quê ta ơi       | Hoàng Vân                       | Kiều Anh                               |
| 6      | Tiến lên chiến sĩ đồng bào | Nhạc: Huy Thục Thơ: Hồ Chí Minh | Trọng Thủy Thành Nam JustaTee BigDaddy |

Danh sách những thành viên các hội đồng bình luận và khách mời nhân chứng
| Thứ tự | HĐBL lớn tuổi                          | HĐBL trẻ tuổi           | Khách mời nhân chứng |
| ------ | -------------------------------------- | ----------------------- | -------------------- |
| 1      | PGS Văn Như Cương                      | Ca sĩ Minh Quân         | NS Văn Hanh          |
| 2      | NSND Trung Kiên                        | MC Danh Tùng            |                      |
| 3      | Nhà nghiên cứu âm nhạc Nguyễn Thụy Kha | Diễn viên Diệu Hương    |                      |
| 4      | Nhà báo Hữu Thọ                        | BS Tăng Hà Nam Anh      |                      |
| 5      | GS-BS Trần Quán Anh                    | Nhà văn Trang Hạ        |                      |
| 6      | NSND Minh Châu                         | KTS Nguyễn Hoàng Phương |                      |
| 7      | NSND Đặng Nhật Minh                    | Nhà báo Quỳnh Hương     |                      |
| 8      | Nhà văn Trần Thị Trường                | Nhà báo Ngô Bá Lục      |                      |
| 9      |                                        | Ca sĩ Trần Lập          |                      |
| 10     |                                        | Nhạc sĩ Dương Cầm       |                      |

#### Giai điệu tự hào tháng 2: Đêm qua, tôi mơ thấy hòa bình (22/2/2014)
Danh sách bài hát
| Thứ tự | Bài hát                             | Tác giả                               | Ca sĩ thể hiện            |
| ------ | ----------------------------------- | ------------------------------------- | ------------------------- |
| 1      | Đêm nay anh ở đâu                   | Phan Huỳnh Điểu                       | Lan Anh                   |
| 2      | Hà Nội niềm tin và hi vọng          | Phan Nhân                             | Mỹ Linh                   |
| 3      | Lá đỏ                               | Nhạc: Hoàng Hiệp Thơ: Nguyễn Đình Thi | Tạ Quang Thắng            |
| 4      | Đất nước trọn niềm vui              | Hoàng Hà                              | NSƯT Đăng Dương Thái Châu |
| 5      | Mùa xuân trên Thành phố Hồ Chí Minh | Xuân Hồng                             | Thái Thùy Linh            |
| 6      | Tàu anh qua núi                     | Phan Lạc Hoa                          | Thu Minh                  |
| 7      | Mùa xuân đầu tiên                   | Văn Cao                               | Hồng Nhung                |

Danh sách những thành viên các hội đồng bình luận và khách mời nhân chứng
| Thứ tự | HĐBL lớn tuổi                          | HĐBL trẻ tuổi           | Khách mời nhân chứng |
| ------ | -------------------------------------- | ----------------------- | -------------------- |
| 1      | GS-TS Trần Quán Anh                    | Hoa hậu Dương Thùy Linh |                      |
| 2      | NSND Trung Kiên                        | Ca sĩ Trần Lập          |                      |
| 3      | Nhà nghiên cứu âm nhạc Nguyễn Thụy Kha | Nhà văn Trang Hạ        |                      |
| 4      | Nhà báo Hữu Thọ                        | BS Tăng Hà Nam Anh      |                      |
| 5      | PGS Văn Như Cương                      | Nhà báo Quỳnh Hương     |                      |
| 6      | NSND Minh Châu                         | MC Đinh Tiến Dũng       |                      |
| 7      | NSND Đặng Nhật Minh                    | KTS Nguyễn Hoàng Phương |                      |
| 8      | Nhà văn Trần Thị Trường                |                         |                      |

#### Giai điệu tự hào tháng 3: Rừng cây, đời người (30/3/2014)
Danh sách bài hát
| Thứ tự | Bài hát                                      | Tác giả                        | Ca sĩ thể hiện                                                                       |
| ------ | -------------------------------------------- | ------------------------------ | ------------------------------------------------------------------------------------ |
| 1      | Tình ca tuổi trẻ                             | Tôn Thất Lập                   | NSƯT Hồng Liên NSƯT Thúy Hà NSƯT Hương Giang Đinh Mạnh Ninh Tô Minh Đức Tôn Thất Sơn |
| 2      | Ngày mai anh lên đường                       | Nhạc: Thanh Trúc Thơ: Lê Giang | Đồng Lan                                                                             |
| 3      | Một đời người, một rừng cây                  | Trần Long Ẩn                   | NSƯT Thanh Lam                                                                       |
| 4      | LK: Tạm biệt chim én, Vết chân tròn trên cát | Trần Tiến                      | Tùng Dương                                                                           |
| 5      | Hoàng hôn màu lá                             | Thanh Tùng                     | Uyên Linh                                                                            |
| 6      | Bài ca không quên                            | Phạm Minh Tuấn                 | Cẩm Vân                                                                              |

Danh sách những thành viên các hội đồng bình luận và khách mời nhân chứng
| Thứ tự | HĐBL lớn tuổi                  | HĐBL trẻ tuổi                              | Khách mời nhân chứng |
| ------ | ------------------------------ | ------------------------------------------ | -------------------- |
| 1      | PGS Văn Như Cương              | Nhà phê bình nghệ thuật Như Huy            |                      |
| 2      | Vũ Mão                         | Hoa hậu Thu Thủy                           |                      |
| 3      | Nhà NC âm nhạc Nguyễn Thụy Kha | Nhà nghiên cứu triết học Ngô Hương Giang   |                      |
| 4      | Nghệ nhân ẩm thực Ánh Tuyết    | Họa sĩ Đinh Công Đạt                       |                      |
| 5      | Nhạc sĩ Trần Tiến              | KTS Nguyễn Hoàng Phương                    |                      |
| 6      | NSND Thanh Hoa                 | Nhà báo Quỳnh Hương                        |                      |
| 7      | PGS-TS Nguyễn Thị Minh Thái    | Chuyên gia tư vấn quản lý Nguyễn Minh Tiến |                      |
| 8      | Nhà báo Phùng Huy Thịnh        |                                            |                      |
| 9      | Biên kịch Phan Thanh Tú        |                                            |                      |

#### Giai điệu tự hào tháng 4: Ăn no đánh thắng (26/4/2014)
Danh sách bài hát
| Thứ tự | Bài hát                                                   | Tác giả                             | Ca sĩ thể hiện                          |
| ------ | --------------------------------------------------------- | ----------------------------------- | --------------------------------------- |
| 1      | LK: Hò dân cày, Ăn no đánh thắng, Pì Noọng ơi             | Văn Chung                           | Đinh Mạnh Ninh Hoàng Tôn Hoàng Quyên    |
| 2      | Bộ đội về làng                                            | Nhạc: Lê Yên Thơ: Hoàng Trung Thông | NSND Thanh Hoa Dương Hoàng Yến          |
| 3      | Lên ngàn                                                  | Hoàng Việt                          | Hồ Quỳnh Hương                          |
| 4      | Ca ngợi Hồ Chủ tịch                                       | Văn Cao                             | Tùng Dương                              |
| 5      | Hò kéo pháo                                               | Hoàng Vân                           | Minh Trí Hoàng Hiệp Nông Tiến Bắc       |
| 6      | LK: Hành quân xa, Trên đồi Him Lam, Chiến thắng Điện Biên | Đỗ Nhuận                            | Nhóm VK Nhóm Atista Nhóm Dòng thời gian |

Danh sách những thành viên các hội đồng bình luận và khách mời nhân chứng
| Thứ tự | HĐBL lớn tuổi                          | HĐBL trẻ tuổi                    | Khách mời nhân chứng |
| ------ | -------------------------------------- | -------------------------------- | -------------------- |
| 1      | Nhạc sĩ Thế Hiển                       | Nhà phê bình Như Huy             |                      |
| 2      | Nhà nghiên cứu âm nhạc Nguyễn Thụy Kha | Nhiếp ảnh gia Na Sơn             |                      |
| 3      | Anh hùng La Văn Cầu                    | KTS Nguyễn Hoàng Phương          |                      |
| 4      | Nhà văn Trần Thị Trường                | Thiếu tá Nguyễn Minh Cường       |                      |
| 5      | Nhà báo Phùng Huy Thịnh                | Nhà NC triết học Ngô Hương GIang |                      |
| 6      | PGS Văn Như Cương                      | Họa sĩ Đinh Công Đạt             |                      |
| 7      | PGS-TS Nguyễn Thị Minh Thái            | Nhà báo Quỳnh Hương              |                      |
| 8      | Nhạc sĩ Nguyễn Cường                   | Nhạc sĩ Quốc Trung               |                      |
| 9      | PGS-TS Nguyễn Đức Bách                 |                                  |                      |

#### Giai điệu tự hào tháng 5: Bé bé bằng bông (31/5/2014)
Danh sách bài hát
| Thứ tự | Bài hát                                        | Tác giả                             | Ca sĩ thể hiện          |
| ------ | ---------------------------------------------- | ----------------------------------- | ----------------------- |
| 1      | Ai yêu Bác Hồ Chí Minh hơn thiếu niên nhi đồng | Phong Nhã                           | Hợp xướng Sol Art       |
| 2      | Lỳ và Sáo                                      | Văn Chung                           | Vũ Song Vũ Tiến Quang   |
| 3      | Chi đội em làm kế hoạch nhỏ                    | Phong Nhã                           | Tốp ca                  |
| 4      | Bé bé bằng bông                                | Phạm Đức Lộc                        | Kim Anh                 |
| 5      | Đi học                                         | Nhạc: Bùi Đình Thảo Thơ: Minh Chính | Hải Bột                 |
| 6      | Đưa cơm cho mẹ đi cày                          | Hàn Ngọc Bích                       | Mỹ Linh Mỹ Anh          |
| 7      | Mùa hoa phượng nở                              | Hoàng Vân                           | Nhóm Năm Dòng Kẻ Tốp ca |

Danh sách những thành viên các hội đồng bình luận và khách mời nhân chứng
| Thứ tự | HĐBL lớn tuổi                     | HĐBL trẻ tuổi                            | Khách mời nhân chứng |
| ------ | --------------------------------- | ---------------------------------------- | -------------------- |
| 1      | Bích Ngọc                         | Diễn viên, MC Xuân Bắc                   |                      |
| 2      | Nhà NC âm nhạc Nguyễn Thụy Kha    | Nhà nghiên cứu triết học Ngô Hương Giang |                      |
| 3      | Nhà giáo nhân dân Nguyễn Đức Thìn | Nhạc sĩ Nguyễn Vĩnh Tiến                 |                      |
| 4      | Nhà văn Trần Thị Trường           | Nhạc sĩ Trần Lập                         |                      |
| 5      | Nhà biên kịch Phan Thanh Tú       | Nhiếp ảnh gia Na Sơn                     |                      |
| 6      | PGS Văn Như Cương                 | Đạo diễn Đinh Tuấn Vũ                    |                      |
| 7      | NSND Thanh Hoa                    | Nhà báo Quỳnh Hương                      |                      |
| 8      | Nhà báo Lê Huy Hùng               | KTS Nguyễn Hoàng Phương                  |                      |

- Từ số 6 đến số 11 của Giai điệu tự hào được ghi hình ở trường quay BHD (Hãng phim Việt), Thành phố Hồ Chí Minh. Riêng chương trình GĐTH số tháng 6 vì không chuẩn bị kịp để phát sóng đúng lịch với lý do thay đổi địa điểm ghi hình nên GĐTH số tháng 6 không có. Bắt đầu từ GĐTH tháng 7 có sự thay đổi về sân khấu, ánh sáng, vị trí của khán giả, hội đồng bình luận.

#### Giai điệu tự hào tháng 7: Xa khơi (26/7/2014)
Danh sách bài hát
| Thứ tự | Bài hát                       | Tác giả                              | Ca sĩ thể hiện                     |
| ------ | ----------------------------- | ------------------------------------ | ---------------------------------- |
| 1      | Xa khơi                       | Nguyễn Tài Tuệ                       | Anh Thơ                            |
| 2      | Bến cảng quê hương tôi        | Hồ Bắc                               | Magnet Band                        |
| 3      | Tình em biển cả               | Nguyễn Đức Toàn                      | NSƯT Kiều Hưng Nhóm Dòng thời gian |
| 4      | Bài ca thống nhất             | Võ Văn Di                            | Nhóm Mặt trời đỏ                   |
| 5      | Chút thư tình người lính biển | Nhạc: Hoàng Hiệp Thơ: Trần Đăng Khoa | Quang Dũng                         |
| 6      | Biển hát chiều nay            | Hồng Đăng                            | Mỹ Tâm                             |

Danh sách những thành viên các hội đồng bình luận và khách mời nhân chứng
| Thứ tự | HĐBL lớn tuổi                  | HĐBL trẻ tuổi                            | Khách mời nhân chứng |
| ------ | ------------------------------ | ---------------------------------------- | -------------------- |
| 1      | Nhà thơ Doãn Thanh Tùng        | Nhà báo Lê Quyết Chí                     |                      |
| 2      | Nhà NC âm nhạc Nguyễn Thụy Kha | Thiếu tá Nguyễn Minh Cường               |                      |
| 3      | Nhà văn Vũ Anh                 | NTK Hà Linh Thư                          |                      |
| 4      | NSND Thanh Hoa                 | Họa sĩ Trần Nhật Thăng                   |                      |
| 5      | Nhà báo Hữu Việt               | MC Nguyên Khang                          |                      |
| 6      | Nhà thơ Lê Tú Lệ               | Nhà báo Đỗ Thu Hà                        |                      |
| 7      | Đạo diễn, nhà văn Lê Văn Duy   | Nhiếp ảnh gia Na Sơn                     |                      |
| 8      | PGS-TS Nguyễn Thị Minh Thái    | Họa sĩ Lê Kinh Tài                       |                      |
| 9      | Nhà thơ Dương Soái             | Nhà nghiên cứu triết học Ngô Hương Giang |                      |
| 10     | Nhà thơ Lê Minh Quốc           |                                          |                      |

#### Giai điệu tự hào tháng 8: Tình ta biển bạc đồng xanh (29/8/2014)
Danh sách bài hát
| Thứ tự | Bài hát                         | Tác giả                              | Ca sĩ thể hiện                                  |
| ------ | ------------------------------- | ------------------------------------ | ----------------------------------------------- |
| 1      | Trước ngày hội bắn              | Trịnh Quý                            | Ngọc Khuê Phạm Anh Khoa                         |
| 2      | Trường Sơn Đông, Trường Sơn Tây | Nhạc: Hoàng Hiệp Thơ: Phạm Tiến Duật | Tạ Quang Thắng Thùy Chi                         |
| 3      | Người đi xây hồ Kẻ Gỗ           | Nguyễn Văn Tý                        | NSƯT Kiều Hưng Anh Thơ                          |
| 4      | Tình ta biển bạc đồng xanh      | Hoàng Sông Hương                     | Quang Linh Mỹ Lệ                                |
| 5      | Con kênh ta đào                 | Phạm Tuyên                           | Nguyễn Trần Trung Quân Nguyễn Khánh Phương Linh |
| 6      | Gửi em ở cuối sông Hồng         | Nhạc: Thuận Yến Thơ: Dương Soái      | NSND Thanh Hoa Tôn Thất Sơn                     |

Danh sách những thành viên các hội đồng bình luận và khách mời nhân chứng
| Thứ tự | HĐBL lớn tuổi                  | HĐBL trẻ tuổi                            | Khách mời nhân chứng |
| ------ | ------------------------------ | ---------------------------------------- | -------------------- |
| 1      | Đạo diễn Lê Hoàng              | Nhà báo Lê Quyết Chí                     |                      |
| 2      | NSND Thanh Hoa                 | Họa sĩ Trần Nhật Thăng                   |                      |
| 3      | Nhà báo, nhà thơ Hữu Việt      | Nhiếp ảnh gia Na Sơn                     |                      |
| 4      | PGS-TS Nguyễn Thị Minh Thái    | NTK Hà Linh Thư                          |                      |
| 5      | Nhà NC âm nhạc Nguyễn Thụy Kha | Nhạc sĩ Quốc Trung                       |                      |
| 6      | Nhà thơ Lê Tú Lệ               | Nhà báo Đỗ Thu Hà                        |                      |
| 7      | Nhà thơ Dương Soái             | Họa sĩ Lê Kinh Tài                       |                      |
| 8      |                                | Đạo diễn Nguyễn Quang Dũng               |                      |
| 9      |                                | Nhà nghiên cứu triết học Ngô Hương Giang |                      |
| 10     |                                | Thiếu tá Nguyễn Minh Cường               |                      |

#### Giai điệu tự hào tháng 9: Bài ca hy vọng (26/9/2014)
Danh sách bài hát
| Thứ tự | Bài hát              | Tác giả                                 | Ca sĩ thể hiện                                                     |
| ------ | -------------------- | --------------------------------------- | ------------------------------------------------------------------ |
| 1      | Dậy mà đi            | Nguyễn Xuân Tân                         | Hà My Đinh Tuấn Khanh Thái Châu CLB Truyền thống thành Đoàn TP HCM |
| 2      | Bài ca hy vọng       | Văn Ký                                  | Trần Thu Hà                                                        |
| 3      | Hát cho dân tôi nghe | Tôn Thất Lập                            | Trần Xuân Tiến Âu Bảo Ngân Sơn Hải Nhóm Giai điệu xanh             |
| 4      | Tự nguyện            | Trương Quốc Khánh                       | NSND Trung Kiên Thiện Thanh                                        |
| 5      | Người mẹ Bàn Cờ      | Nhạc: Trần Long Ẩn Thơ: Nguyễn Kim Ngân | Hoàng Quyên                                                        |
| 6      | Nối vòng tay lớn     | Trịnh Công Sơn                          | Hà My Đinh Tuấn Khanh Thái Châu Nhóm Giai điệu xanh                |

Danh sách những thành viên các hội đồng bình luận và khách mời nhân chứng
| Thứ tự | HĐBL lớn tuổi                        | HĐBL trẻ tuổi                      | Khách mời nhân chứng |
| ------ | ------------------------------------ | ---------------------------------- | -------------------- |
| 1      | Nhạc sĩ Trần Xuân Tiến               | Nhà báo Ngô Kinh Luân              | Trương Mỹ Lệ         |
| 2      | Nhà báo, nhà văn Nguyễn Thị Ngọc Hải | Nhạc sĩ Nguyễn Hải Phong           | Trần Thị Ngọc Hảo    |
| 3      | TS khảo cổ học Nguyễn Thị Hậu        | Nhà văn, nhà báo Nguyễn Trương Quý | Hoàng Đôn Nhật Tân   |
| 4      | Nhà NC âm nhạc Nguyễn Thụy Kha       | Nhà thơ Huỳnh Thúy Kiều            |                      |
| 5      | Đại tá, NSƯT Thanh Loan              | KTS Nguyễn Hoàng Phương            |                      |
| 6      | Nhạc sĩ Phú Quang                    | Họa sĩ Vũ Hải Xuân                 |                      |
| 7      | Đạo diễn Lê Hoàng                    | Thiếu tá Nguyễn Minh Cường         |                      |
| 8      | Nhà văn, nhà HN học Nguyễn Ngọc Tiến | MC Anh Khoa                        |                      |
|        |                                      | Nhà báo Nguyễn Mạnh Hà             |                      |

#### Giai điệu tự hào tháng 10: Người Hà Nội (31/10/2014)
Danh sách bài hát
| Thứ tự | Bài hát                   | Tác giả         | Ca sĩ thể hiện                                      |
| ------ | ------------------------- | --------------- | --------------------------------------------------- |
| 1      | Sẽ về thủ đô              | Huy Du          | NSƯT Quang Lý                                       |
| 2      | Hướng về Hà Nội           | Hoàng Dương     | NSƯT Thanh Lam                                      |
| 3      | Nhớ về Hà Nội             | Hoàng Hiệp      | Văn Mai Hương                                       |
| 4      | Nỗi lòng người đi (*)     | Anh Bằng        | Trần Thu Hà                                         |
| 5      | Gửi người em gái miền Nam | Đoàn Chuẩn      | Tùng Dương                                          |
| 6      | Người Hà Nội              | Nguyễn Đình Thi | NSƯT Quang Lý NSƯT Thanh Lam Trần Thu Hà Tùng Dương |

Bài hát "Nỗi lòng người đi" không phát do tranh cãi bản quyền tác giả.
Danh sách những thành viên các hội đồng bình luận và khách mời nhân chứng
| Thứ tự | HĐBL lớn tuổi                        | HĐBL trẻ tuổi              | Khách mời nhân chứng |
| ------ | ------------------------------------ | -------------------------- | -------------------- |
| 1      | PGS-TS Nguyễn Thị Minh Thái          | Nhà văn Nguyễn Trương Quý  | Khúc Ngọc Chân       |
| 2      | Nhà báo, nhà HN học Nguyễn Ngọc Tiến | BTV Nguyễn Hữu Chiến Thắng |                      |
| 3      | Đạo diễn Lê Hoàng                    | Biên đạo múa Trần Ly Ly    |                      |
| 4      | Nhà NC âm nhạc Nguyễn Thụy Kha       | Danh thủ Hồng Sơn          |                      |
| 5      | Nhạc sĩ Phú Quang                    | Thiếu tá Nguyễn Minh Cường |                      |
| 6      | NSƯT Thanh Tú                        | Họa sĩ Vũ Hải Xuân         |                      |
| 7      |                                      | Nhà báo Nguyễn Mạnh Hà     |                      |

#### Giai điệu tự hào tháng 11: Tình đất đỏ miền Đông (28/11/2014)
Danh sách bài hát
| Thứ tự | Bài hát                              | Tác giả                             | Ca sĩ thể hiện            |
| ------ | ------------------------------------ | ----------------------------------- | ------------------------- |
| 1      | Nhạc rừng                            | Hoàng Việt                          | Hiền Thục Lê Cát Trọng Lý |
| 2      | Vàm Cỏ Đông                          | Nhạc: Trương Quang Lục Thơ: Hoài Vũ | Quốc Thiên                |
| 3      | Dáng đứng Bến Tre                    | Nguyễn Văn Tý                       | NSƯT Thanh Thúy           |
| 4      | Cô gái Sài Gòn đi tải đạn            | Nhạc: Lư Nhất Vũ Thơ: Lê Giang      | Nhóm Mắt Ngọc             |
| 5      | Tình đất đỏ miền Đông                | Trần Long Ẩn                        | Đan Trường                |
| 6      | Những cô gái đồng bằng sông Cửu Long | Huỳnh Thơ                           | NSND Thu Hiền             |

Danh sách những thành viên các hội đồng bình luận và khách mời nhân chứng
| Thứ tự | HĐBL lớn tuổi                  | HĐBL trẻ tuổi             | Khách mời nhân chứng |
| ------ | ------------------------------ | ------------------------- | -------------------- |
| 1      | TS khảo cổ học Nguyễn Thị Hậu  | Nhà báo Chu Minh Vũ       |                      |
| 2      | Nhạc sĩ Trương Quang Lục       | Ca sĩ Anh Bằng            |                      |
| 3      | Đạo diễn Nguyễn Minh Trí       | BTV Lê Đỗ Quỳnh Hương     |                      |
| 4      | BS Trần Thị Trung Chiến        | Nhà văn Nguyễn Đình Tú    |                      |
| 5      | PTV Nguyễn Hữu Châu            | Nhạc sĩ Giáng Son         |                      |
| 6      | GS-TS Lê Thế Thực              | Nhà báo Ngô Kinh Luân     |                      |
| 7      | Nhà văn Tô Hoàn                | Nhà báo Nguyễn Việt Thanh |                      |
| 8      | Nhà NC âm nhạc Nguyễn Thụy Kha |                           |                      |
| 9      | TSKH Đoàn Hương                |                           |                      |

#### Giai điệu tự hào tháng 12: Vì nhân dân quên mình (26/12/2014)
Danh sách bài hát
| Thứ tự | Bài hát                                                                  | Tác giả         | Ca sĩ thể hiện                                         |
| ------ | ------------------------------------------------------------------------ | --------------- | ------------------------------------------------------ |
| 1      | Chiến sĩ Việt Nam                                                        | Văn Cao         | NSƯT Đăng Dương NSƯT Việt Hoàn Trọng Tấn               |
| 2      | Đoàn vệ quốc quân                                                        | Phan Huỳnh Điểu | Nhóm MTV                                               |
| 3      | Vì nhân dân quên mình                                                    | Doãn Quang Khải | NSƯT Cao Minh NSƯT Đăng Dương NSƯT Việt Hoàn Trọng Tấn |
| 4      | Mỗi bước ta đi                                                           | Thuận Yến       | NSƯT Bích Việt NSƯT Thúy Mỵ NSƯT Rơ Chăm Phiang        |
| 5      | Tiến bước dưới quân kỳ                                                   | Doãn Nho        | Trọng Tấn                                              |
| 6      | LK: Chào anh giải phóng quân, Chào mùa xuân đại thắng, Người chiến sĩ ấy | Hoàng Vân       | Phạm Thu Hà Đức Tuấn Tốp nữ                            |

Danh sách những thành viên các hội đồng bình luận và khách mời nhân chứng
| Thứ tự | HĐBL lớn tuổi                  | HĐBL trẻ tuổi              | Khách mời nhân chứng |
| ------ | ------------------------------ | -------------------------- | -------------------- |
| 1      | Đạo diễn, NSƯT Trần Vịnh       | Thiếu tá Nguyễn Minh Cường |                      |
| 2      | Nhà thơ Hữu Việt               | Nhà báo Chu Minh Vũ        |                      |
| 3      | TSKH Đoàn Hương                | Hoa hậu Nguyễn Thu Thủy    |                      |
| 4      | TS, nhà báo Trần Bá Dũng       | Diễn giả Sơn Lâm           |                      |
| 5      | Đạo diễn Nguyễn Minh Trí       | Nhạc sĩ Giáng Son          |                      |
| 6      | Nhà văn Trần Thị Trường        | Nhà văn Nguyễn Đình Tú     |                      |
| 7      | Nhà NC âm nhạc Nguyễn Thụy Kha | MC Anh Khoa                |                      |
| 8      | PTV Nguyễn Hữu Châu            |                            |                      |

## Giai điệu tự hào 2015
- Từ số tháng 1/2015 đến số 3/2015, chương trình được ghi hình ở trường quay BHD (hãng phim Việt), Thành phố Hồ Chí Minh. Riêng tháng 2/2015 vì phát sóng Gala vinh danh của GĐTH 2014 nên số tháng 2 không có.

#### Giai điệu tự hào tháng 1/2015: Cung đàn mùa xuân (30/1/2015)
Danh sách bài hát
| Thứ tự | Bài hát                     | Tác giả                               | Ca sĩ thể hiện                                          | Tỉ lệ bình chọn (%) |
| ------ | --------------------------- | ------------------------------------- | ------------------------------------------------------- | ------------------- |
| 1      | Đàn T'rưng                  | Nhạc: Nguyễn Viêm Thơ: Huy Cận        | Nguyễn Đình Thanh Tâm                                   | 50,98%              |
| 2      | Tiếng đàn Ta lư             | Huy Thục                              | Phạm Thu Hà                                             | 65,80%              |
| 3      | Tiếng đàn bầu               | Nhạc: Nguyễn Đình Phúc Thơ: Lữ Giang  | Trọng Tấn                                               | 73,72%              |
| 4      | Giấc mơ Chapi               | Trần Tiến                             | Nhóm Ngũ Cung                                           | 64,86%              |
| 5      | Cây đàn ghita của đại đội 3 | Xuân Hồng                             | Tạ Quang Thắng Tiêu Châu Như Quỳnh Việt Dũng Hùng Cường | 44,72%              |
| 6      | Cung đàn mùa xuân           | Nhạc: Cao Việt Bách Thơ: Lưu Trọng Lư | Trọng Tấn Nhóm Ngũ Cung                                 | 57,72%              |

Danh sách những thành viên các hội đồng bình luận và khách mời nhân chứng
| Thứ tự | HĐBL lớn tuổi                  | HĐBL trẻ tuổi                          | Khách mời nhân chứng |
| ------ | ------------------------------ | -------------------------------------- | -------------------- |
| 1      | Nhà NC âm nhạc Nguyễn Thụy Kha | Nhà báo thể thao Phan Đăng             |                      |
| 2      | TS Mai Mỹ Duyên                | BTV, MC Thùy Minh                      |                      |
| 3      | TS Nguyễn Đăng Nghị            | Nhà thơ Phong Việt                     |                      |
| 4      | TSKH Đoàn Hương                | NSƯT đàn tranh Phạm Trà My             |                      |
| 5      | PGS-TS Nguyễn Thị Minh Thái    | NTK, NSƯT Đức Hùng                     |                      |
| 6      | Nhà báo Huỳnh Dũng Nhân        | Đạo diễn Nguyễn Hoàng Điệp             |                      |
| 7      | Nhạc sĩ Trần Tiến              | Nhà NC âm nhạc dân gian Bùi Trọng Hiền |                      |

#### Gala Giai điệu Tự hào 2014 (21/2/2015)
Gala GĐTH 2014 được tổ chức tại nhà thi đấu Hoài Đức (Hà Nội), chương trình được chia làm 3 phần tương ứng với các giai đoạn lịch sử ra đời của các tác phẩm: Những ca khúc thời kì chống Pháp, những ca khúc thời kì chống Mỹ và những ca khúc thời kì hòa bình. Các tiết mục được dàn dựng giống như đã trình diễn trong các chương trình tháng với 22 ca khúc được lựa chọn, sân khấu được dàn dựng 3D và màn hình LED để chiếu phim lịch sử. Một số ca sĩ đã từng trình bày các tác phẩm trong chương trình tháng vì những lý do riêng đã không tham gia được Gala, BTC đã sắp xếp các ca sĩ khác để thay thế. Đặc biệt, bài hát "Người đi xây hồ Kẻ Gỗ" (bài hát được bình chọn nhiều nhất tháng 8) không được biểu diễn trong Gala, thay vào đó là bài hát "Chiến sĩ Việt Nam" (bài hát trong số tháng 12) được biểu diễn thay thế ở phần mở đầu chương trình. Gala GĐTH được phát sóng vào tối mùng 3 Tết Ất Mùi trên kênh VTV1.
| Thứ tự | Bài hát                                                                | Tác giả                              | Ca sĩ thể hiện                              | Ghi chú                     |
| ------ | ---------------------------------------------------------------------- | ------------------------------------ | ------------------------------------------- | --------------------------- |
| 1      | LK: Tiến quân ca Chiến sĩ Việt Nam                                     | Văn Cao                              | Kim Anh Hợp ca Phương Bắc                   | Thay thế                    |
| 2      | Đoàn vệ quốc quân                                                      | Phan Huỳnh Điểu                      | Nhóm MTV                                    | Bình chọn cao nhì tháng 12  |
| 3      | Người Hà Nội                                                           | Nguyễn Đình Thi                      | NSƯT Quang Lý Hồng Nhung Lan Anh Tùng Dương | Bình chọn cao nhất tháng 10 |
| 4      | Hò kéo pháo                                                            | Hoàng Vân                            | Minh Trí Hoàng Hiệp Nông Tiến Bắc           | Bình chọn cao nhì tháng 4   |
| 5      | LK: Hành quân xa Trên đồi Him Lam Chiến thắng Điện Biên                | Đỗ Nhuận                             | Nhóm VK Nhóm Artista Nhóm Dòng thời gian    | Bình chọn cao nhất tháng 4  |
| 6      | Đưa cơm cho mẹ đi cày                                                  | Hàn Ngọc Bích                        | Mỹ Linh Mỹ Anh                              | Bình chọn cao nhất tháng 5  |
| 7      | Mùa hoa phượng nở                                                      | Hoàng Vân                            | Nhóm Năm dòng kẻ                            | Bình chọn cao nhì tháng 5   |
| 8      | Tự nguyện                                                              | Trương Quốc Khánh                    | NSND Trung Kiên Thiện Thanh                 | Bình chọn cao nhì tháng 9   |
| 9      | Dậy mà đi                                                              | Nguyễn Xuân Tân                      | Hà My Đinh Tuấn Khanh Nông Tiến Bắc         | Bình chọn cao nhất tháng 9  |
| 10     | Hà Nội niềm tin và hy vọng                                             | Phan Nhân                            | Mỹ Linh                                     | Bình chọn cao nhì tháng 2   |
| 11     | Trường Sơn Đông, Trường Sơn Tây                                        | Nhạc: Hoàng Hiệp Thơ: Phạm Tiến Duật | Tạ Quang Thắng Thùy Chi                     | Bình chọn cao nhì tháng 8   |
| 12     | LK: Người chiến sĩ ấy Chào anh giải phóng quân Chào mùa xuân đại thắng | Hoàng Vân                            | Phạm Thu Hà Hợp ca Phương Bắc               | Bình chọn cao nhất tháng 12 |
| 13     | Mùa xuân đầu tiên                                                      | Văn Cao                              | Hồng Nhung                                  | Bình chọn cao nhất tháng 2  |
| 14     | Tình em biển cả                                                        | Nguyễn Đức Toàn                      | NSƯT Kiều Hưng Nhóm Dòng thời gian          | Bình chọn cao nhì tháng 7   |
| 15     | Biển hát chiều nay                                                     | Hồng Đăng                            | Mỹ Tâm                                      | Bình chọn cao nhất tháng 7  |
| 16     | Quảng Bình quê ta ơi                                                   | Hoàng Vân                            | Kiều Anh                                    | Bình chọn cao nhất tháng 1  |
| 17     | LK: Tạm biệt chim én, Vết chân tròn trên cát                           | Trần Tiến                            | Tùng Dương                                  | Bình chọn cao nhì tháng 3   |
| 18     | Tôi là người thợ mỏ                                                    | Hoàng Vân                            | NSND Quang Thọ                              | Bình chọn cao nhì tháng 1   |
| 19     | Nhớ về Hà Nội                                                          | Hoàng Hiệp                           | Văn Mai Hương                               | Bình chọn cao nhì tháng 10  |
| 20     | Tình đất đỏ miền Đông                                                  | Trần Long Ẩn                         | Đan Trường                                  | Bình chọn cao nhất tháng 11 |
| 21     | Những cô gái đồng bằng sông Cửu Long                                   | Huỳnh Thơ                            | NSND Thu Hiền                               | Bình chọn cao nhì tháng 11  |
| 22     | Bài ca không quên                                                      | Phạm Minh Tuấn                       | Cẩm Vân                                     | Bình chọn cao nhất tháng 3  |

#### Giai điệu tự hào tháng 3/2015: Đất nước lời ru (27/3/2015)
Danh sách bài hát
| Thứ tự | Bài hát              | Tác giả                             | Ca sĩ thể hiện             | Tỉ lệ bình chọn (%) |
| ------ | -------------------- | ----------------------------------- | -------------------------- | ------------------- |
| 1      | Mẹ yêu con           | Nguyễn Văn Tý                       | NSƯT Thanh Lam Phạm Thu Hà | 68,16%              |
| 2      | Bài ca bên cánh võng | Nguyên Nhung                        | Thái Châu                  | 35,26%              |
| 3      | Huyền thoại mẹ       | Trịnh Công Sơn                      | Bảo Yến                    | 71,25%              |
| 4      | Ru con mùa đông      | Nhạc: Đặng Hữu Phúc Thơ: Phan Đan   | Ái Vân                     | 58,82%              |
| 5      | Đất nước lời ru      | Văn Thành Nho                       | Đông Hùng                  | 65,93%              |
| 6      | Màu hoa đỏ           | Nhạc: Thuận Yến Thơ: Nguyễn Đức Mậu | NSƯT Thanh Lam             | 73,04%              |

Danh sách những thành viên các hội đồng bình luận và khách mời nhân chứng
| Thứ tự | HĐBL lớn tuổi                  | HĐBL trẻ tuổi                   | Khách mời nhân chứng |
| ------ | ------------------------------ | ------------------------------- | -------------------- |
| 1      | Nhà NC âm nhạc Nguyễn Thụy Kha | Nhà báo Phan Đăng               |                      |
| 2      | Nhạc sĩ Đặng Hữu Phúc          | Nhà thơ Miên Di                 |                      |
| 3      | Đặng Hồng Nhật                 | Đạo diễn Nguyễn Hoàng Điệp      |                      |
| 4      | Nhà thơ Hữu Việt               | Trung tá, nhà báo Phan Tùng Sơn |                      |
| 5      | TSKH Đoàn Hương                | Ca sĩ Lan Trinh                 |                      |
| 6      | PGS-TS Nguyễn Thị Minh Thái    | Nhiếp ảnh gia Na sơn            |                      |
| 7      | Nhà báo Huỳnh Dũng Nhân        | Nhà văn Nguyễn Quỳnh Trang      |                      |

- Số tháng 4/2015 của GĐTH được ghi hình tại nhà thi đấu Nguyễn Du, Thành phố Hồ Chí Minh với một số điểm khác biệt về sân khấu, vị trí của hội đồng bình luận. MC Quỳnh Hoa sẽ thay thế MC Hà Thu Nga dẫn chương trình từ số tháng này.

#### Giai điệu tự hào tháng 4/2015: Người sống mãi trong lòng miền Nam (24/4/2015)
Danh sách bài hát
| Thứ tự | Bài hát                               | Tác giả                             | Ca sĩ thể hiện                                       | Tỉ lệ bình chọn (%) |
| ------ | ------------------------------------- | ----------------------------------- | ---------------------------------------------------- | ------------------- |
| 1      | Lời ca dâng Bác                       | Trọng Loan                          | Kiều Anh                                             | 72,19%              |
| 2      | Hồ Chí Minh đẹp nhất tên Người        | Trần Kiết Tường                     | NSND Trung Kiên                                      | 73,41%              |
| 3      | Người là niềm tin tất thắng           | Chu Minh                            | NSND Quang Thọ                                       | 70,55%              |
| 4      | Người sống mãi trong lòng miền Nam    | Nguyễn Đồng Nai                     | NSƯT Quang Lý                                        | 72,35%              |
| 5      | Vào lăng viếng Bác                    | Nhạc: Hoàng Hiệp Thơ: Viễn Phương   | NSƯT Thanh Thúy                                      | 68,59%              |
| 6      | Tiếng hát từ thành phố mang tên Người | Nhạc: Cao Việt Bách Thơ: Đăng Trung | NSND Trung Kiên NSND Quang Thọ Đông Hùng Lê Việt Anh | 71,48%              |

Danh sách những thành viên các hội đồng bình luận và khách mời nhân chứng
| Thứ tự | HĐBL lớn tuổi                  | HĐBL trẻ tuổi                | Khách mời nhân chứng       |
| ------ | ------------------------------ | ---------------------------- | -------------------------- |
| 1      | GS, Nhạc sĩ Chu Minh           | Nhà báo Ngô Kinh Luân        | Thượng tọa Thích Thiện Tâm |
| 2      | PGS, BS Trần Thị Trung Chiến   | Đạo diễn Bùi Tuấn Dũng       | TS Trần Viết Hoàng         |
| 3      | PTV Nguyễn Hữu Châu            | Nhà báo Lê Quốc Vinh         | Nguyễn Văn Xuân            |
| 4      | Nhạc sĩ Phan Huỳnh Điểu        | Á hậu Thụy Vân               | Má Phạm Thị Bay            |
| 5      | Nhạc sĩ Phạm Minh Tuấn         | Giám tuyển NT Nguyễn Như Huy |                            |
| 6      | Nhà NC âm nhạc Nguyễn Thụy Kha | Nhà báo Nguyễn Minh Đức      |                            |
| 7      | TS khảo cổ học Nguyễn Thị Hậu  | MC Công Tố                   |                            |
| 8      | NSƯT Tiến Hợi                  |                              |                            |
| 9      | Nhà báo Huỳnh Dũng Nhân        |                              |                            |
| 10     | PGS-TS Nguyễn Thị Minh Thái    |                              |                            |
| 11     | TSKH Đoàn Hương                |                              |                            |

#### Giai điệu tự hào tháng 5/2015: Bài ca đất phương Nam (29/5/2015)
Danh sách bài hát
| Thứ tự | Bài hát                     | Tác giả                        | Ca sĩ thể hiện                   | Tỉ lệ bình chọn (%) |
| ------ | --------------------------- | ------------------------------ | -------------------------------- | ------------------- |
| 1      | Con kênh xanh xanh          | Ngô Huỳnh                      | Đồng Lan Thái Trinh              | 66,91%              |
| 2      | Qua sông                    | Phạm Minh Tuấn                 | Nhóm Bốn chị em Nhóm Mặt trời đỏ | 68,07%              |
| 3      | Đàn sáo Hậu Giang           | Trần Long Ẩn                   | Quang Linh                       | 68,66%              |
| 4      | Đất mũi Cà Mau              | Hoàng Hiệp                     | NSƯT Đức Long                    | 62,24%              |
| 5      | Anh ở đầu sông em cuối sông | Phan Huỳnh Điểu                | NSƯT Đức Long Khánh Linh         | 68,43%              |
| 6      | Bài ca đất phương Nam       | Nhạc: Lư Nhất Vũ Thơ: Lê Giang | Phương Mỹ Chi                    | 91,63%              |

Danh sách những thành viên các hội đồng bình luận và khách mời nhân chứng
| Thứ tự | HĐBL lớn tuổi                  | HĐBL trẻ tuổi                 | Khách mời nhân chứng |
| ------ | ------------------------------ | ----------------------------- | -------------------- |
| 1      | PGS-TS Nguyễn Thị Minh Thái    | Nhà báo Minh Đức              |                      |
| 2      | TSKH Đoàn Hương                | Đạo diễn Bùi Tuấn Dũng        |                      |
| 3      | Nhạc sĩ Phạm Minh Tuấn         | Nhà báo Ngô Kinh Luân         |                      |
| 4      | Nhạc sĩ Phan Huỳnh Điểu        | Á hậu Thụy Vân                |                      |
| 5      | PGS-BS Trần Thị Trung Chiến    | Diễn viên Hùng Thuận          |                      |
| 6      | PTV Nguyễn Hữu Châu            | Hoa hậu Phạm Thị Ngọc Diễm    |                      |
| 7      | Nhà NC âm nhạc Nguyễn Thụy Kha | Giám tuyển nghệ thuật Như Huy |                      |
| 8      | TS khảo cổ Nguyễn Thị Hậu      |                               |                      |
| 9      | Nhạc trưởng, NSƯT Hoàng Điệp   |                               |                      |
| 10     | Nhà báo Huỳnh Dũng Nhân        |                               |                      |

- Từ số tháng 6/2015, GĐTH sẽ được ghi hình tại nhà thi đấu Lãnh Binh Thăng, Thành phố Hồ Chí Minh. MC Phùng Huy Thịnh sẽ thay thế MC Hồng Thanh Quang dẫn chương trình cùng với MC Quỳnh Hoa từ số này.

#### Giai điệu tự hào tháng 6/2015: Hạt gạo làng ta (26/6/2015)
Danh sách bài hát
| Thứ tự | Bài hát                     | Tác giả                                   | Ca sĩ thể hiện                                                        | Tỉ lệ bình chọn (%) |
| ------ | --------------------------- | ----------------------------------------- | --------------------------------------------------------------------- | ------------------- |
| 1      | Chữ đẹp mà nết càng ngoan   | Dương Văn Lân                             | Ngọc Linh Tốp ca nhà thiếu nhi Ba Đình Tốp ca Thiên thần nhỏ          | 42,45%              |
| 2      | Em đi giữa biển vàng        | Nhạc: Bùi Đình Thảo Thơ: Nguyễn Khoa Đăng | Nhóm O-plus                                                           | 67,31%              |
| 3      | Hạt gạo làng ta             | Nhạc: Trần Viết Bính Thơ: Trần Đăng Khoa  | Trần Thu Hà My Anh Tốp ca nhà thiếu nhi Ba Đình Tốp ca Thiên thần nhỏ | 77,42%              |
| 4      | Em yêu trường em            | Hoàng Vân                                 | Thiện Thanh Kim Anh                                                   | 73,43%              |
| 5      | Em đi trong tươi xanh       | Vũ Thanh                                  | Thùy Chi Thiện Thanh                                                  | 67,50%              |
| 6      | Bác Hồ, người cho em tất cả | Hoàng Long Hoàng Lân                      | Hồng Nhung Tốp ca nhà thiếu nhi Ba Đình Tốp ca Thiên thần nhỏ         | 79,40%              |

Danh sách những thành viên các hội đồng bình luận và khách mời nhân chứng
| Thứ tự | HĐBL lớn tuổi                  | HĐBL trẻ tuổi                 | Khách mời nhân chứng |
| ------ | ------------------------------ | ----------------------------- | -------------------- |
| 1      | PGS Văn Như Cương              | Nhà thơ, TSGD Nguyễn Thụy Anh |                      |
| 2      | Nhà NC âm nhạc Nguyễn Thụy Kha | Nhà báo Quỳnh Hương           |                      |
| 3      | Đạo diễn, NSƯT Phạm Việt Thanh | Nhà báo Hoàng Anh             |                      |
| 4      | Đạo diễn, NSƯT Trần Lực        | Nhạc sĩ Nguyễn Hải Phong      |                      |
| 5      | Nhạc sĩ Trần Xuân Tiến         | MC, diễn viên Trấn Thành      |                      |
| 6      | Điều dưỡng Phạm Minh Trang     |                               |                      |

#### Giai điệu tự hào tháng 7/2015: Tên anh đã thành tên đất nước (31/7/2015)
Danh sách bài hát
| Thứ tự | Bài hát                           | Tác giả                              | Ca sĩ thể hiện          | Tỉ lệ bình chọn (%) |
| ------ | --------------------------------- | ------------------------------------ | ----------------------- | ------------------- |
| 1      | Cùng anh tiến quân trên đường dài | Nhạc: Huy Du Thơ: Xuân Sách          | NSND Trần Hiếu Nhóm MTV | 66,24%              |
| 2      | Biết ơn chị Võ Thị Sáu            | Nguyễn Đức Toàn                      | Nhóm O-plus             | 75,61%              |
| 3      | Những cánh chim Hồng Gấm          | Phạm Tuyên                           | NSƯT Hồng Vy            | 67,83%              |
| 4      | Lời anh vọng mãi ngàn năm         | Vũ Thanh                             | Đức Tuấn                | 69,88%              |
| 5      | Hát mừng anh hùng Núp             | Trần Quý                             | Nhóm Ngũ cung           | 73,34%              |
| 6      | Dáng đứng Việt Nam                | Nhạc: Nguyễn Chí Vũ Thơ: Lê Anh Xuân | NSƯT Thanh Lam          | 76,93%              |

Danh sách những thành viên các hội đồng bình luận và khách mời nhân chứng
| Thứ tự | HĐBL lớn tuổi                          | HĐBL trẻ tuổi              | Khách mời nhân chứng |
| ------ | -------------------------------------- | -------------------------- | -------------------- |
| 1      | Nhạc sĩ Nguyễn Cường                   | Nhà báo Chu Minh Vũ        | Nhà báo Lê Bá Dương  |
| 2      | Nhà nghiên cứu âm nhạc Nguyễn Thụy Kha | Thiếu tá Nguyễn Minh Cường |                      |
| 3      | Nhà văn Trần Thị Trường                | Hoa khôi Lan Khuê          |                      |
| 4      | Nhạc sĩ Trương Tuyết Mai               | Diễn giả Sơn Lâm           |                      |
| 5      | Đạo diễn, NSƯT Phạm Việt Thanh         | Nhà báo Thủy Lê            |                      |
| 6      | Nhà thơ - nhà văn Đặng Vương Hưng      |                            |                      |

#### Giai điệu tự hào tháng 8/2015: Đất nước tình yêu (29/8/2015)
Danh sách bài hát
| Thứ tự | Bài hát                         | Tác giả                                  | Ca sĩ thể hiện               | Tỉ lệ bình chọn (%) |
| ------ | ------------------------------- | ---------------------------------------- | ---------------------------- | ------------------- |
| 1      | Tình em                         | Nhạc: Huy Du Thơ: Ngọc Sơn               | Tôn Thất Sơn Lê Cát Trọng Lý | 69,75%              |
| 2      | Tình ca                         | Hoàng Việt                               | Đông Hùng Phúc Tiệp Hoàng An | 64,83%              |
| 3      | Hành khúc ngày và đêm           | Nhạc: Phan Huỳnh Điểu Thơ: Bùi Công Minh | Nhóm Ngũ cung                | 71,74%              |
| 4      | Nhịp cầu nối những bờ vui       | Nhạc: Văn An Thơ: Phan Văn Từ            | Lê Cát Trọng Lý              | 51,57%              |
| 5      | Tình yêu trên dòng sông quan họ | Nhạc: Phan Lạc Hoa Thơ: Đỗ Trung Lai     | Bảo Yến                      | 55,86%              |
| 6      | Đất nước tình yêu               | Lệ Giang                                 | NSƯT Tấn Minh                | 58,74%              |

Danh sách những thành viên các hội đồng bình luận và khách mời nhân chứng
| Thứ tự | HĐBL lớn tuổi                | HĐBL trẻ tuổi                          | Khách mời nhân chứng |
| ------ | ---------------------------- | -------------------------------------- | -------------------- |
| 1      | Nhà thơ Vũ Quần Phương       | Nhà thơ Nguyễn Minh Cường              |                      |
| 2      | Nhà nhiếp ảnh Nguyễn Hữu Bảo | Nhà văn Phong Việt                     |                      |
| 3      | Nhạc sĩ Quỳnh Hợp            | Nhà báo, nhà phê bình âm nhạc Minh Đức |                      |
| 4      | Nhà thơ Phan Thị Thanh Nhàn  | Nhà báo Hà Sơn                         |                      |
| 5      | Nhà báo Bùi Hoàng Tám        | Nhà thơ, nhà báo Nguyễn Quang Hưng     |                      |

#### Giai điệu tự hào tháng 9/2015: Thời thanh niên sôi nổi (25/9/2015)
Danh sách bài hát
| Thứ tự | Bài hát                 | Tác giả                                                             | Ca sĩ thể hiện                                | Tỉ lệ bình chọn (%) |
| ------ | ----------------------- | ------------------------------------------------------------------- | --------------------------------------------- | ------------------- |
| 1      | Chiều hải cảng          | Nhạc: V. Soloviov Sedoi Lời: A. Churkin Lời Việt: Tân Huyền         | NSND Trung Kiên NSND Quang Thọ NSND Trần Hiếu | 65,44%              |
| 2      | Đôi bờ                  | Nhạc: Andrey Yakovlevich Eshpai Lời: Grigory Mikhailovich Pozhenyan | Bảo Yến                                       | 61,57%              |
| 3      | Chim họa mi đừng hót    | Nhạc: Soloviov Sedoi Lời: Aleksei Fatyanov                          | NSND Trung Kiên                               | 46,45%              |
| 4      | Cây thùy dương          | Nhạc: Evgenhi Rodygin Lời: Mikhain Pilipenko                        | Hợp xướng Ngày mới                            | 56,33%              |
| 5      | Thời thanh niên sôi nổi | Nhạc: Alexandra Pakhmutova Thơ: L. Oshanin                          | Nhóm Dòng thời gian Hợp xướng Ngày mới        | 69,93%              |
| 6      | Giờ này anh về đâu      | Nhạc: Soloviov Sedoi Lời: Aleksei Fatyanov                          | NSND Quang Thọ Quang Tú                       | 59,03%              |
| 7      | Chiều ngoại ô Moskva    | Nhạc: Soloviov Sedoi Lời: Mikhail Matusovsky                        | Phúc Tiệp Phương Uyên                         | 63,93%              |

Danh sách những thành viên các hội đồng bình luận và khách mời nhân chứng
| Thứ tự | HĐBL lớn tuổi                           | HĐBL trẻ tuổi                     | Khách mời nhân chứng |
| ------ | --------------------------------------- | --------------------------------- | -------------------- |
| 1      | Dịch giả Đỗ Xuân Duy                    | Thạc sĩ Bùi Việt Hà               |                      |
| 2      | Nhà báo Hồ Bất Khuất                    | Nhà thơ, nhà báo Hồng Thanh Quang |                      |
| 3      | Đạo diễn Lê Hồng Chương                 | Dịch giả, nhà thơ Nguyễn Thụy Anh |                      |
| 4      | PGS, TS Nguyễn Thị Minh Thái            | Nhà báo Vũ Mạnh Cường             |                      |
| 5      | Nhà thơ, nhà lý luận điện ảnh Đoàn Tuấn | Nhà báo Tạ Bích Loan              |                      |
| 6      | Thiếu tướng Đỗ Văn Phúc                 | Ca sĩ Bảo Yến                     |                      |
| 7      | PGS, TS Đào Duy Quát                    | Họa sĩ Đinh Công Đạt              |                      |
| 8      |                                         | Nhạc sĩ Quốc Trung                |                      |

#### Giai điệu tự hào tháng 10/2015: Hồi tưởng (29/10/2015)
Danh sách bài hát
| Thứ tự | Bài hát                      | Tác giả                     | Ca sĩ thể hiện | Tỉ lệ bình chọn (%) |
| ------ | ---------------------------- | --------------------------- | --- | ------------------- |
| 1      | Diệt phát xít                | Nguyễn Đình Thi             | Hợp ca nam Dàn nhạc giao hưởng và hợp xướng Nhà hát giao hưởng nhạc vũ kịch TP HCM                                          | 71,74%              |
| 2      | Hồi tưởng                    | Hoàng Vân                   | NSƯT Đăng Dương Dàn nhạc giao hưởng và hợp xướng Nhà hát giao hưởng nhạc vũ kịch TP HCM Đội Nghệ thuật nhà thiếu nhi TP HCM | 63,44%              |
| 3      | Ca ngợi Tổ quốc              | Hồ Bắc                      | Nhóm ca múa VCB Dàn nhạc giao hưởng và hợp xướng Nhà hát giao hưởng nhạc vũ kịch TP HCM                                     | 66,36%              |
| 4      | Việt Nam quê hương tôi       | Đỗ Nhuận                    | Hợp xướng Ngày mới Hợp xướng Học viện âm nhạc Quốc gia Việt Nam                                                             | 71,44%              |
| 5      | Đường chúng ta đi            | Nhạc: Huy Du Thơ: Xuân Sách | NSƯT Đăng Dương | 67,44%              |
| 6      | Ta tự hào đi lên ôi Việt Nam | Chu Minh                    | NSND Quang Thọ Dàn nhạc giao hưởng và hợp xướng Nhà hát giao hưởng nhạc vũ kịch TP HCM                                      | 63,74%              |

Danh sách những thành viên các hội đồng bình luận và khách mời nhân chứng
| Thứ tự | HĐBL lớn tuổi                          | HĐBL trẻ tuổi                  | Khách mời nhân chứng |
| ------ | -------------------------------------- | ------------------------------ | -------------------- |
| 1      | Nghệ sĩ Cello Ngô Hoàng Quân           | Nhạc sĩ, nhà báo Lê Tâm        |                      |
| 2      | Nhà nghiên cứu âm nhạc Nguyễn Thụy Kha | Nhà báo, nhà thơ Đoàn Ngọc Thu |                      |
| 3      | Giáo sư, nhạc sĩ Nguyễn Văn Nam        | Nhạc sĩ Lê Minh Sơn            |                      |
| 4      | Nhà phê bình văn học Trần Bảo Hưng     | Nhà văn Nie Thanh Mai          |                      |
| 5      | Đạo diễn Lê Nguyên                     | Nhà văn Nguyễn Xuân Thủy       |                      |
| 6      | Giáo sư sử học Lê Văn Lan              | Anh Phạm Gia Hậu               |                      |
| 7      | Nhà thơ Thanh Thảo                     | Nghệ sĩ Violin Tăng Thành Nam  |                      |
| 8      | Nhạc sĩ Linh Nga Niêk Đam              |                                |                      |

Hai ca khúc Hà Nội - Huế - Sài Gòn (nhạc Hoàng Vân, ý thơ Lê Nguyên), Tổ quốc tôi chưa đẹp thế bao giờ (nhạc Nguyễn Văn Thương, ý thơ Tố Hữu) được đưa vào chương trình, đã dàn dựng nhưng cắt bỏ vì thời lượng chương trình không cho phép.

#### Giai điệu tự hào tháng 11/2015: Bài ca xây dựng (27/11/2015)
Danh sách bài hát
| Thứ tự | Bài hát                           | Tác giả        | Ca sĩ thể hiện         | Tỉ lệ bình chọn (%) |
| ------ | --------------------------------- | -------------- | ---------------------- | ------------------- |
| 1      | Đánh giặc tăng gia                | Văn Cận        | Nhóm Ayor              | 51,88%              |
| 2      | Những ngôi sao ca đêm             | Phạm Tuyên     | Tùng Dương             | 60,59%              |
| 3      | Hồ trên núi                       | Phó Đức Phương | Trần Thu Hà            | 57,87%              |
| 4      | Bài ca xây dựng                   | Hoàng Vân      | Nguyên Thảo            | 75,91%              |
| 5      | Trị An âm vang mùa xuân           | Tôn Thất Lập   | NSƯT Thanh Lam         | 49,36%              |
| 6      | Em ở nông trường, em ra biên giới | Trịnh Công Sơn | Trung Quân Nhóm F-band | 64,94%              |
| 7      | Mùa xuân từ những giếng dầu       | Phạm Minh Tuấn | Phương Vy DJ Triple D  | 57,10%              |

Danh sách những thành viên các hội đồng bình luận và khách mời nhân chứng
| Thứ tự | HĐBL lớn tuổi                 | HĐBL trẻ tuổi             | Khách mời nhân chứng |
| ------ | ----------------------------- | ------------------------- | -------------------- |
| 1      | Nhạc sĩ Phó Đức Phương        | Tác giả trẻ Trần Minh Hợp | Võ Kim               |
| 2      | Trương Nam Sơn                | PGS Đỗ Trọng Tuấn         | Nguyễn Viết Bộ       |
| 3      | Đạo diễn, NSƯT Công Thành Đức | Nhà báo Vũ Thanh Thủy     | Võ Văn Hòa           |
| 4      | Ca sĩ Ngọc Yến                | Kiến trúc sư Lê Việt Hà   |                      |
| 5      | Nhà báo Nguyễn Thành Phong    | Diễn viên Hồng Ánh        |                      |
| 6      | Nhà báo Nguyễn Thế Thanh      | Nhiếp ảnh gia Na Sơn      |                      |
| 7      |                               | Nhạc sĩ Ngọc Châu         |                      |

#### Giai điệu tự hào tháng 12/2015: Xuân chiến khu (25/12/2015)
Danh sách bài hát
| Thứ tự | Bài hát                                                  | Tác giả                        | Ca sĩ thể hiện                                                      | Tỉ lệ bình chọn (%) |
| ------ | -------------------------------------------------------- | ------------------------------ | ------------------------------------------------------------------- | ------------------- |
| 1      | LK: Xuân chiến khu, Bài ca may áo, Chiếc xuồng quê hương | Xuân Hồng                      | Phạm Thu Hà Nhóm Ayor Tốp ca nữ                                     |                     |
| 2      | Hành khúc giải phóng                                     | Lưu Nguyễn Long Hưng           | CLB Cựu chiến binh Quận Tân Bình CLB Truyền thống Thành đoàn TPHCM  |                     |
| 3      | LK: Người nữ giao liên, Tôi gặp cô giao liên             | Nguyễn Vũ Quốc Hà              | Đoan Trang Dương Trần Nghĩa                                         |                     |
| 4      | Tâm tình người nữ quân y                                 | Vũ Thành                       | Dương Hoàng Yến                                                     |                     |
| 5      | Củ Chi đất lửa hoa hồng                                  | Quốc Thạnh                     | Hoàng Bách                                                          |                     |
| 6      | Vui mùa chiến thắng                                      | Nhạc: Văn Chừng Lời: Lam Lương | NSND Lê Dung Nguyên Thảo                                            |                     |
| 7      | LK: Xuống đường, Giải phóng miền Nam                     | Lưu Hữu Phước                  | Nhóm Ngũ cung Đội Văn nghệ Hoa lửa CLB Cựu chiến binh Quận Tân Bình |                     |

Danh sách những thành viên các hội đồng bình luận và khách mời nhân chứng
| Thứ tự | HĐBL lớn tuổi               | HĐBL trẻ tuổi                  | Khách mời nhân chứng        |
| ------ | --------------------------- | ------------------------------ | --------------------------- |
| 1      | Nguyễn Minh Triết           | Nhà văn Nguyễn Đình Tú         | Hứa Minh Thuân              |
| 2      | PGS-BS Trần Thị Trung Chiến | Nhà báo Kiều Trinh             | Hoàng Thị Khánh             |
| 3      | Đặng Hồng Nhật              | Đạo diễn Bùi Tuấn Dũng         | Đại tá Nguyễn Thị Minh Hiền |
| 4      | Nhạc sĩ Phạm Minh Tuấn      | BTV Trọng Huy                  | Nguyễn Văn Thôn             |
| 5      | PTV Nguyễn Hữu Châu         | Trung uý Công an Trần Minh Hợp |                             |
| 6      | Đạo diễn Nguyễn Minh Trí    | Đạo diễn Đặng Thái Huyền       |                             |
| 7      | Họa sĩ Đặng Ái Việt         | Nhà báo Chu Minh Vũ            |                             |
| 8      | NSND Thế Anh                | Nhà thơ Hồng Thanh Quang       |                             |

## Giai điệu tự hào 2016

#### Gala Giai điệu Tự hào 2015 (10/2/2016)
Giai điệu tự hào năm 2016 được mở đầu bằng Gala tuyển chọn các bài hát đã được bình chọn nhiều nhất và được hội đồng chuyên môn lựa chọn, phát sóng lúc 20h00 tối mùng 3 Tết Bính Thân 2016. Gala Giai điệu tự hào 2015 không chỉ tập hợp những ca khúc đặc sắc nhất do chính các khán giả đã yêu mến và nhắn tin bình chọn mà còn có thêm những ca bài hát đặc sắc qua nhiều năm tháng do những chuyên gia âm nhạc chọn lựa. 26 bài hát sẽ được biểu diễn tương ứng với những mảng màu cuộc sống, sinh hoạt theo dòng thời gian bắt đầu với mùa Hạ -Thu - Đông và kết thúc bằng một mùa Xuân huy hoàng. Chương trình mở ra bức tranh lớn trong đó khắc họa từng lát cắt của sống trên khắp mọi miền đất nước, từ Bắc chí Nam, từ thành thị đến nông thôn, sự gian khổ trong chiến tranh đến công cuộc xây dựng đất nước khi hòa bình. Với sự chuyển biến màu sắc trên sân khấu, từ sắc vàng tượng trưng cho mùa hè, với những cánh đồng lúa và sân thóc đầy ắp, chuyển sang sắc vàng - nâu đỏ của mùa thu Cách mạng, mùa đông có phần lạnh lẽo với gam màu xanh và trắng để rồi xuân đến bừng lên sắc hồng - vàng rực rỡ. Âm nhạc, ánh sáng, nghệ thuật dàn dựng sân khấu kết hợp cùng những phần trình diễn của các ca sĩ, nhóm múa đã biến sân khấu Giai điệu tự hào thành một bức tranh tứ bình Xuân - Hạ - Thu - Đông rồi lại Xuân của đời người, của lịch sử, của thăng trầm và hạnh phúc. Chương trình được diễn ra và ghi hình tại nhà thi đấu Quân khu 7, Thành phố Hồ Chí Minh. Một số ca sĩ đã từng trình bày các tác phẩm trong chương trình tháng vì những lý do riêng đã không tham gia được Gala, BTC đã sắp xếp các ca sĩ khác để thay thế (Tùng Dương thay cho Trọng Tấn, Nhóm Ayor thay cho dàn hợp xướng giao hưởng Nhà hát nhạc Vũ kịch Thành phố Hồ Chí Minh, Hiền Thục thay cho Phạm Thu Hà, Đức Tuấn thay cho nhóm Ayor, nhóm Mắt ngọc thay cho nhóm Bốn chị em và nhóm Mặt trời đỏ). Chính vì phát sóng Gala nên chương trình Giai điệu tự hào số tháng 1 và tháng 2 năm 2016 sẽ không có.
| Thứ tự | Bài hát                                                                | Tác giả                                                    | Ca sĩ thể hiện                                | Ghi chú                                              |
| ------ | ---------------------------------------------------------------------- | ---------------------------------------------------------- | --------------------------------------------- | ---------------------------------------------------- |
| 1      | Bài ca đất phương Nam                                                  | Nhạc: Lư Nhất Vũ Thơ: Lê Giang                             | Phương Mỹ Chi                                 | Bình chọn cao nhất tháng 5                           |
| 2      | Đàn sáo Hậu Giang                                                      | Trần Long Ẩn                                               | Quang Linh                                    | Bình chọn cao nhì tháng 5                            |
| 3      | Em đi giữa biển vàng                                                   | Nhạc: Bùi Đình Thảo Thơ: Trần Đăng Khoa                    | Nhóm O-plus                                   | Chương trình tháng 6                                 |
| 4      | Hạt gạo làng ta                                                        | Nhạc: Trần Viết Bính Thơ: Trần Đăng Khoa                   | Trần Thu Hà My Anh                            | Bình chọn cao nhì tháng 6                            |
| 5      | LK: Hồ Chí Minh đẹp nhất tên Người, Người sống mãi trong lòng miền Nam | Trần Kiết Tường Nguyễn Đồng Nai                            | NSND Trung Kiên NSƯT Quang Lý                 | Bình chọn cao nhì tháng 4 Bình chọn cao nhất tháng 4 |
| 6      | Bác Hồ, người cho em tất cả                                            | Hoàng Long Hoàng Lân                                       | Hồng Nhung Nhóm Thiên thần nhỏ                | Bình chọn cao nhất tháng 6                           |
| 7      | Diệt phát xít                                                          | Nguyễn Đình Thi                                            | Nhóm Ayor                                     | Bình chọn cao nhất tháng 10                          |
| 8      | Tiếng đàn bầu                                                          | Nhạc: Nguyễn Đình Phúc Thơ: Lữ Giang                       | Tùng Dương                                    | Bình chọn cao nhất tháng 1                           |
| 9      | Huyền thoại mẹ                                                         | Trịnh Công Sơn                                             | Bảo Yến                                       | Bình chọn cao nhì tháng 3                            |
| 10     | Biết ơn chị Võ Thị Sáu                                                 | Nguyễn Đức Toàn                                            | Nhóm O-plus                                   | Bình chọn cao nhì tháng 7                            |
| 11     | Cùng anh tiến quân trên đường dài                                      | Huy Du                                                     | NSND Trần Hiếu Nhóm MTV                       | Chương trình tháng 7                                 |
| 12     | Tiếng đàn Ta lư                                                        | Huy Thục                                                   | Phạm Thu Hà                                   | Bình chọn cao nhì tháng 1                            |
| 13     | Hành khúc ngày và đêm                                                  | Nhạc: Phan Huỳnh Điểu Thơ: Bùi Công Minh                   | Nhóm Ngũ cung                                 | Bình chọn cao nhất tháng 8                           |
| 14     | Chiều hải cảng                                                         | Nhạc: V. Soloviov Sedoi Lời: A. Churkin                    | NSND Trung Kiên NSND Quang Thọ NSND Trần Hiếu | Bình chọn cao nhì tháng 9                            |
| 15     | LK: Tình em, Nhịp cầu nối những bờ vui                                 | Nhạc: Huy Du, Thơ: Ngọc Sơn Nhạc: Văn An, Thơ: Phan Văn Từ | Tôn Thất Thái Sơn Lê Cát Trọng Lý             | Bình chọn cao nhì tháng 8 Chương trình tháng 8       |
| 16     | Hồ trên núi                                                            | Phó Đức Phương                                             | Trần Thu Hà                                   | Chương trình tháng 11                                |
| 17     | Em ở nông trường em ra biên giới                                       | Trịnh Công Sơn                                             | Trung Quân Nhóm F-band                        | Bình chọn cao nhì tháng 11                           |
| 18     | Bài ca xây dựng                                                        | Hoàng Vân                                                  | Nguyên Thảo                                   | Bình chọn cao nhất tháng 11                          |
| 19     | Thời thanh niên sôi nổi                                                | Nhạc: Alexandra Pakhmutova Thơ: L. Oshanin                 | Nhóm Dòng thời gian Hợp xướng Ngày mới        | Bình chọn cao nhất tháng 9                           |
| 20     | LK: Xuân chiến khu, Bài ca may áo, Chiếc xuồng quê hương               | Xuân Hồng                                                  | Hiền Thục Đức Tuấn Tốp ca nữ                  | Bình chọn cao nhì tháng 12                           |
| 21     | Qua sông                                                               | Phạm Minh Tuấn                                             | Nhóm Mắt ngọc                                 | Chương trình tháng 5                                 |
| 22     | Tâm tình người nữ quân y                                               | Vũ Thành                                                   | Dương Hoàng Yến                               | Bình chọn cao nhất tháng 12                          |
| 23     | Tình ca                                                                | Hoàng Việt                                                 | Đông Hùng Phúc Tiệp Hoàng An                  | Chương trình tháng 8                                 |
| 24     | Dáng đứng Việt Nam                                                     | Nhạc: Nguyễn Chí Vũ Thơ: Lê Anh Xuân                       | NSƯT Thanh Lam                                | Bình chọn cao nhất tháng 7                           |
| 25     | Việt Nam quê hương tôi                                                 | Đỗ Nhuận                                                   | Hợp xướng Ngày mới                            | Bình chọn cao nhì tháng 10                           |
| 26     | Màu hoa đỏ                                                             | Thuận Yến                                                  | NSƯT Thanh Lam                                | Bình chọn cao nhất tháng 3                           |

- Năm thứ ba của Giai điệu tự hào toàn bộ sẽ được ghi hình ở Hà Nội.

#### Giai điệu tự hào tháng 05/2016: Khởi hành (28/05/2016)
Danh sách bài hát
| Thứ tự | Bài hát                      | Tác giả          | Ca sĩ thể hiện                                          | Tỉ lệ bình chọn (%) |
| ------ | ---------------------------- | ---------------- | ------------------------------------------------------- | ------------------- |
| 1      | Bến xuân                     | Văn Cao Phạm Duy | Nguyễn Đức Tùng                                         |                     |
| 2      | Đàn chim Việt                | Văn Cao          | Vũ Thắng Lợi                                            |                     |
| 3      | LK: Bắc Sơn, Tiến quân ca    | Văn Cao          | Nhóm Dòng thời gian                                     |                     |
| 4      | LK: Bà mẹ quê, Em bé quê     | Phạm Duy         | Ngọc Khuê Ngọc Linh Thiếu nhi Trung tâm Văn hóa Ba Đình |                     |
| 5      | Trường ca sông Lô            | Văn Cao          | Trọng Tấn                                               |                     |
| 6      | Tình ca                      | Phạm Duy         | Mỹ Linh                                                 |                     |
| 7      | Rồi đây anh sẽ đưa em về nhà | Phạm Duy         | Hà Anh Tuấn                                             |                     |
| 8      | Thiên thai                   | Văn Cao          | Tùng Dương                                              |                     |

Danh sách những thành viên các hội đồng bình luận và khách mời nhân chứng
| Thứ tự | HĐBL lớn tuổi                                   | HĐBL trẻ tuổi                        | Khách mời nhân chứng |
| ------ | ----------------------------------------------- | ------------------------------------ | -------------------- |
| 1      | Nhạc sĩ, nhà nghiên cứu âm nhạc Nguyễn Thụy Kha | Nhà báo Quỳnh Hương                  |                      |
| 2      | Nhạc sĩ Trương Ngọc Ninh                        | Nhà báo Minh Đức                     |                      |
| 3      | Họa sĩ Văn Thao                                 | Biên tập viên Nguyễn Hữu Chiến Thắng |                      |
| 4      | Nhà văn Nguyễn Trương Quý                       | Ca sĩ Bảo Lan                        |                      |
| 5      | Đạo diễn, NSƯT Việt Hương                       | Ca sĩ Ngọc Khuê                      |                      |

#### Giai điệu tự hào tháng 06/2016: Những trang viết còn lại (25/06/2016)
Danh sách bài hát
| Thứ tự | Bài hát                       | Tác giả                                  | Ca sĩ thể hiện                | Tỉ lệ bình chọn (%) |
| ------ | ----------------------------- | ---------------------------------------- | ----------------------------- | ------------------- |
| 1      | Du kích sông Thao             | Đỗ Nhuận                                 | Tiến Hưng Bích Ngọc           |                     |
| 2      | Hà Tây quê lụa                | Nhật Lai                                 | NSND Quốc Hương Đông Hùng     |                     |
| 3      | Cuộc đời vẫn đẹp sao          | Nhạc: Phan Huỳnh Điểu Thơ: Bùi Minh Quốc | Dương Trần Nghĩa              |                     |
| 4      | Bước chân trên dải Trường Sơn | Nhạc: Vũ Trọng Hối Lời: Đông Thục        | Hoàng Hiệp Minh Trí Đông Hùng |                     |
| 5      | Kỉ niệm thành phố tuổi thơ    | Hồng Đăng                                | Nhóm 5 Dòng kẻ                |                     |
| 6      | Tình ca Tây Bắc               | Nhạc: Bùi Đức Hạnh Thơ: Cẩm Giang        | Tạ Quang Thắng Thùy Chi       |                     |

Danh sách những thành viên các hội đồng bình luận và khách mời nhân chứng
| Thứ tự | HĐBL lớn tuổi                                   | HĐBL trẻ tuổi        | Khách mời nhân chứng |
| ------ | ----------------------------------------------- | -------------------- | -------------------- |
| 1      | Nhạc sĩ, nhà nghiên cứu âm nhạc Nguyễn Thụy Kha | Nhà báo Chu Minh Vũ  |                      |
| 2      | Nhạc sĩ Hồng Đăng                               | Nhóm 5 dòng kẻ       |                      |
| 3      | Trung tướng Phạm Vũ Thái                        | Ca sĩ Tạ Quang Thắng |                      |
| 4      | Nhạc sĩ Trương Ngọc Ninh                        |                      |                      |
| 5      | Đại tá, nhà văn Đặng Trương Hưng                |                      |                      |
| 6      | Chuyên gia truyền thông Lê Quang Vũ             |                      |                      |
| 7      | NSƯT Hà Thủy                                    |                      |                      |

#### Giai điệu tự hào tháng 07/2016: Chiều biên giới (31/07/2016)
Danh sách bài hát
| Thứ tự | Bài hát                                 | Tác giả                            | Ca sĩ thể hiện                                          | Tỉ lệ bình chọn (%) |
| ------ | --------------------------------------- | ---------------------------------- | ------------------------------------------------------- | ------------------- |
| 1      | Chiều biên giới                         | Nhạc: Trần Trung Thơ: Lò Ngân Sủng | NSƯT Hà Vy Thục Hiền                                    |                     |
| 2      | Cô gái Sầm Nưa xinh đẹp                 | Trần Tiến                          | Trần Tiến Tùng Dương                                    |                     |
| 3      | Anh lính tình nguyên và điệu múa Apsara | Minh Quang                         | Tiến Mạnh Hoàng Dũng                                    |                     |
| 4      | Hãy yên lòng mẹ ơi                      | Nhạc: Lư Nhất Vũ Thơ: Lê Giang     | Quang Hào                                               |                     |
| 5      | Gửi lại em                              | Vũ Hoàng                           | Ngọc Khuê Bảo Trâm                                      |                     |
| 6      | Tình ca mùa xuân                        | Trần Hoàn                          | NSND Thái Bảo Vũ Thắng Lợi                              |                     |
| 7      | Hát về anh                              | Thế Hiển                           | NSƯT Thế Hiển Bích Ngọc Hồng Duyên Tiến Mạnh Hoàng Dũng |                     |

Danh sách những thành viên các hội đồng bình luận và khách mời nhân chứng
| Thứ tự | HĐBL lớn tuổi                                   | HĐBL trẻ tuổi | Khách mời nhân chứng |
| ------ | ----------------------------------------------- | ------------- | -------------------- |
| 1      | Nhạc sĩ, nhà nghiên cứu âm nhạc Nguyễn Thụy Kha | MC Phan Anh   |                      |
| 2      | Nhạc sĩ Trần Tiến                               |               |                      |
| 3      | GS, Nhà giáo nhân dân Nguyễn Quang Ngọc         |               |                      |
| 4      | Nhạc sĩ Minh Quang                              |               |                      |
| 5      | Nhạc sĩ Thế Hiển                                |               |                      |
| 6      | Nhà báo Mai Văn Thắng                           |               |                      |
| 7      | Nhà báo Phạm Thục                               |               |                      |
| 8      | Nhạc sĩ Trương Quý Hải                          |               |                      |
| 9      | Đạo diễn, NSƯT Việt Hương                       |               |                      |
| 10     | NSND Thái Bảo                                   |               |                      |
| 11     | NSƯT Hà Vy                                      |               |                      |

#### Giai điệu tự hào tháng 08/2016: Đi qua vùng cỏ non (27/08/2016)
Danh sách bài hát
| Thứ tự | Bài hát                       | Tác giả                                   | Ca sĩ thể hiện                             | Tỉ lệ bình chọn (%) |
| ------ | ----------------------------- | ----------------------------------------- | ------------------------------------------ | ------------------- |
| 1      | Đi qua vùng cỏ non            | Trần Long Ẩn                              | Hoàng Quyên                                |                     |
| 2      | Chiều trên quê hương tôi      | Trịnh Công Sơn                            | Hồ Trung Dũng                              |                     |
| 3      | Thành phố tình yêu và nỗi nhớ | Nhạc: Phạm Minh Tuấn Thơ: Nguyễn Nhật Ánh | Thu Phương                                 |                     |
| 4      | Tình ca mùa xuân              | Tôn Thất Lập                              | Đinh Mạnh Ninh Nhật Thủy                   |                     |
| 5      | Ơi cuộc sống mến thương       | Nguyễn Ngọc Thiện                         | Kimmese Tam ca PKL                         |                     |
| 6      | Em như tia nắng mặt trời      | Nguyễn Đức Trung                          | Khánh Dương Nông Tiến Bắc Dương Trần Nghĩa |                     |
| 7      | Thành phố trẻ                 | Trần Tiến                                 | Đinh Mạnh Ninh Minh Vương Hồng Dương       |                     |

Danh sách những thành viên các hội đồng bình luận và khách mời nhân chứng
| Thứ tự | HĐBL lớn tuổi                                   | HĐBL trẻ tuổi           | Khách mời nhân chứng |
| ------ | ----------------------------------------------- | ----------------------- | -------------------- |
| 1      | Nhạc sĩ Tôn Thất Lập                            | Nhà báo Chu Minh Vũ     |                      |
| 2      | Nhạc sĩ, nhà nghiên cứu âm nhạc Nguyễn Thụy Kha | Nhạc sĩ Giáng Son       |                      |
| 3      | Nhạc sĩ, NSƯT Thế Hiển                          | Nhà báo Nguyễn Danh Quý |                      |
| 4      | Nhà biên kịch Đoàn Minh Tuấn                    |                         |                      |
| 5      | Nhà báo Phạm Thục                               |                         |                      |
| 6      | Nhạc trưởng, NSƯT Hoàng Điệp                    |                         |                      |

#### Giai điệu tự hào tháng 09/2016: Bám biển quê hương (25/09/2016)
Danh sách bài hát
| Thứ tự | Bài hát                    | Tác giả                       | Ca sĩ thể hiện                                  | Tỉ lệ bình chọn (%) |
| ------ | -------------------------- | ----------------------------- | ----------------------------------------------- | ------------------- |
| 1      | Hò biển                    | Nguyễn Cường                  | Nhóm VK                                         |                     |
| 2      | Bạch Long Vỹ đảo quê hương | Huy Du                        | Vũ Thắng Lợi                                    |                     |
| 3      | Tâm tình người thủy thủ    | Nhạc: Hoàng Vân Thơ: Hà Nhật  | Đông Hùng                                       |                     |
| 4      | Nơi đảo xa - Classic       | Thế Song                      | Tùng Dương Hội Cựu chiến binh Đoàn tàu không số |                     |
| 5      | Nơi đảo xa - Blue Jazz     | Thế Song                      | Tùng Dương Nhóm VK                              |                     |
| 6      | Nha Trang mùa thu lại về   | Văn Ký                        | Ngọc Anh                                        |                     |
| 7      | Biển sáng                  | Phạm Trọng Cầu Trịnh Công Sơn | Phương Anh                                      |                     |
| 8      | Bám biển quê hương         | Phạm Tuyên                    | Nhóm Belcanto                                   |                     |

Danh sách những thành viên các hội đồng bình luận và khách mời nhân chứng
| Thứ tự | HĐBL lớn tuổi                                   | HĐBL trẻ tuổi          | Khách mời nhân chứng             |
| ------ | ----------------------------------------------- | ---------------------- | -------------------------------- |
| 1      | Nhạc sĩ Văn Ký                                  | Nhạc sĩ Giáng Son      | Cựu chiến binh đoàn tàu không số |
| 2      | Nhạc sĩ Phạm Tuyên                              | Nhà báo Vũ Thanh Hường |                                  |
| 3      | Anh hùng lực lượng vũ trang Nguyễn Văn Đức      |                        |                                  |
| 4      | Tiến sĩ Trần Công Trục                          |                        |                                  |
| 5      | Nhạc sĩ, nhà nghiên cứu âm nhạc Nguyễn Thụy Kha |                        |                                  |
| 6      | Nhà thơ, nhà báo Nguyễn Việt Chiến              |                        |                                  |

#### Giai điệu tự hào tháng 10/2016: Tình trong lá thiếp (29/10/2016)
Danh sách bài hát
| Thứ tự | Bài hát                   | Tác giả                              | Ca sĩ thể hiện        | Tỉ lệ bình chọn (%) |
| ------ | ------------------------- | ------------------------------------ | --------------------- | ------------------- |
| 1      | Câu hò bên bờ Hiền Lương  | Nhạc: Hoàng Hiệp Thơ: Đằng Giao      | NSƯT Vân Khánh        |                     |
| 2      | Tình trong lá thiếp       | Phan Huỳnh Điểu                      | Quang Hào Huyền Trang |                     |
| 3      | Gửi người em gái miền Nam | Đoàn Chuẩn - Từ Linh                 | NSƯT Tấn Minh         |                     |
| 4      | Áo lụa Hà Đông            | Nhạc: Ngô Thụy Miên Thơ: Nguyên Sa   | Hồ Trung Dũng         |                     |
| 5      | Tình ca                   | Hoàng Việt                           | Trung Quân            |                     |
| 6      | Bài ca hy vọng            | Văn Ký                               | Khánh Linh            |                     |
| 7      | Có phải em mùa thu Hà Nội | Nhạc:Trần Quang Lộc Thơ: Tô Như Châu | Hồng Nhung            |                     |

Danh sách những thành viên các hội đồng bình luận và khách mời nhân chứng
| Thứ tự | HĐBL lớn tuổi                                   | HĐBL trẻ tuổi                   | Khách mời nhân chứng |
| ------ | ----------------------------------------------- | ------------------------------- | -------------------- |
| 1      | Nhạc sĩ, nhà nghiên cứu âm nhạc Nguyễn Thụy Kha | Đại tá, nhà văn Đặng Quang Hưng |                      |
| 2      | Nhà giáo nhân dân, PGS-TS Vũ Hường              | Nhà báo Quỳnh Hương             |                      |
| 3      | PSG-TS Nguyễn Thị Minh Thái                     | Nhạc sĩ Đức Trí                 |                      |
| 4      | Nhạc sĩ Văn Ký                                  | Ca sĩ Khánh Linh                |                      |
| 5      | Nghệ sĩ Đoàn Đính                               | Nhà báo Nguyễn Danh Quý         |                      |

#### Giai điệu tự hào tháng 11/2016: Nỗi nhớ mùa đông (26/11/2016)
Danh sách bài hát
| Thứ tự | Bài hát              | Tác giả                            | Ca sĩ thể hiện   | Tỉ lệ bình chọn (%) |
| ------ | -------------------- | ---------------------------------- | ---------------- | ------------------- |
| 1      | Áo mùa đông          | Đỗ Nhuận                           | Nhóm 5 dòng kẻ   |                     |
| 2      | Quê hương anh bộ đội | Xuân Oanh                          | Vũ Thắng Lợi     |                     |
| 3      | Em ơi, Hà Nội phố    | Nhạc: Phú Quang Thơ: Phan Vũ       | Phương Anh       |                     |
| 4      | Gửi nắng cho em      | Nhạc: Phạm Tuyên Thơ: Bùi Văn Dung | Đặng Tuấn Phương |                     |
| 5      | Bài hát ru mùa đông  | Dương Thụ                          | Phương Linh      |                     |
| 6      | Nỗi nhớ mùa đông     | Nhạc: Phú Quang Thơ: Thảo Phương   | Thu Phương       |                     |

Danh sách những thành viên hội đồng bình luận và khách mời nhân chứng
| Thứ tự | HĐBL lớn tuổi                                   | HĐBL trẻ tuổi    | Khách mời nhân chứng |
| ------ | ----------------------------------------------- | ---------------- | -------------------- |
| 1      | Nhạc sĩ, nhà nghiên cứu âm nhạc Nguyễn Thụy Kha | Nhà báo Thu Hà   |                      |
| 2      | Nhạc sĩ Doãn Nho                                | Ca sĩ Bảo Lan    |                      |
| 3      | PGS -TS Nguyễn Thị Minh Thái                    | NSƯT Đức Hùng    |                      |
| 4      | Nhạc sĩ Phú Quang                               | NTK Hoàng Anh Tú |                      |
| 5      | Nhiếp ảnh gia Hữu Bảo                           |                  |                      |

#### Giai điệu tự hào tháng 12/2016: Xuân và tuổi trẻ (31/12/2016)
Danh sách bài hát
| Thứ tự | Bài hát                       | Tác giả          | Ca sĩ thể hiện                         | Tỉ lệ bình chọn (%) |
| ------ | ----------------------------- | ---------------- | -------------------------------------- | ------------------- |
| 1      | Xuân và tuổi trẻ              | La Hối           | Nhóm 5 dòng kẻ                         |                     |
| 2      | Em đến thăm anh một chiều mưa | Tô Vũ            | Hoàng Hải                              |                     |
| 3      | Sơn nữ ca                     | Trần Hoàn        | NSƯT Mai Hoa                           |                     |
| 4      | Dư âm                         | Nguyễn Văn Tý    | Hà Anh Tuấn                            |                     |
| 5      | Mơ hoa                        | Hoàng Giác       | Erik                                   |                     |
| 6      | LK: Bóng chiều xưa, Chiều     | Dương Thiệu Tước | Nhật Thủy Lê Anh Dũng                  |                     |
| 7      | Ly rượu mừng                  | Phạm Đình Chương | Ngọc Khuê Bảo Trâm Nhóm Dòng thời gian |                     |

Danh sách những thành viên hội đồng bình luận và khách mời nhân chứng
| Thứ tự | HĐBL lớn tuổi                                   | HĐBL trẻ tuổi                        | Khách mời nhân chứng |
| ------ | ----------------------------------------------- | ------------------------------------ | -------------------- |
| 1      | Nhạc sĩ, nhà nghiên cứu âm nhạc Nguyễn Thụy Kha | Nhà thiết kế, NSƯT Đức Hùng          |                      |
| 2      | Nhạc sĩ Trương Ngọc Ninh                        | Nhà báo Minh Đức                     |                      |
| 3      | GS - TS - Nhà báo Nguyễn Thị Minh Thái          | Biên tập viên Nguyễn Hữu Chiến Thắng |                      |
| 4      | PGS - TS Nguyễn Lân Trung                       | Nhạc sĩ Khắc Hưng                    |                      |
| 5      | Đạo diễn, NSƯT Nguyễn Việt Hương                |                                      |                      |
| 6      | Nhạc trưởng, NSƯT Hoàng Điệp                    |                                      |                      |

## Giai điệu tự hào 2017

#### Gala Giai điệu Tự hào 2016 (28/01/2017)
Giai điệu tự hào năm 2017 được mở đầu bằng Gala tuyển chọn các bài hát đã được bình chọn nhiều nhất và được hội đồng chuyên môn lựa chọn, phát sóng lúc 20h00 tối Mồng 1 Tết Nguyên Đán Đinh Dậu 2017. Gala Giai điệu tự hào 2016 không chỉ tập hợp những ca khúc đặc sắc nhất do chính các khán giả đã yêu mến và nhắn tin bình chọn mà còn có thêm những ca bài hát đặc sắc qua nhiều năm tháng do những chuyên gia âm nhạc chọn lựa.
| Thứ tự | Bài hát                                                   | Tác giả                                                  | Ca sĩ thể hiện                                                                   | Ghi chú                                                |
| ------ | --------------------------------------------------------- | -------------------------------------------------------- | -------------------------------------------------------------------------------- | ------------------------------------------------------ |
| 1      | Xuân và tuổi trẻ                                          | La Hối                                                   | Nhóm 5 dòng kẻ                                                                   | GĐTH tháng 12/2016                                     |
| 2      | Đàn chim Việt                                             | Văn Cao                                                  | Vũ Thắng Lợi                                                                     | GĐTH tháng 5/2016                                      |
| 3      | Bước chân trên dải Trường Sơn                             | Nhạc: Vũ Trọng Hối Lời: Đông Thục                        | Hoàng Hiệp Minh Trí Đông Hùng                                                    | GĐTH tháng 6/2016                                      |
| 4      | LK: Bà mẹ quê, Em bé quê                                  | Phạm Duy                                                 | Ngọc Khuê Ngọc Linh Thiếu nhi Trung tâm Văn hóa Ba Đình                          | GĐTH tháng 5/2016                                      |
| 5      | Gửi người em gái miền Nam                                 | Đoàn Chuẩn - Từ Linh                                     | NSƯT Tấn Minh                                                                    | GĐTH tháng 10/2016                                     |
| 6      | Bài ca hy vọng                                            | Văn Ký                                                   | Khánh Linh                                                                       | GĐTH tháng 10/2016                                     |
| 7      | LK: Bám biển quê hương, Hò biển                           | Phạm Tuyên Nguyễn Cường                                  | Nhóm Belcanto Nhóm VK                                                            | GĐTH tháng 9/2016                                      |
| 8      | Áo lụa Hà Đông                                            | Nhạc: Ngô Thụy Miên Thơ: Nguyên Sa                       | Hồ Trung Dũng                                                                    | GĐTH tháng 10/2016                                     |
| 9      | Hà Tây quê lụa                                            | Nhật Lai                                                 | NSND Quốc Hương Đông Hùng                                                        | GĐTH tháng 6/2016                                      |
| 10     | Nơi đảo xa                                                | Thế Song                                                 | Tùng Dương Hội Cựu chiến binh Đoàn tàu không số                                  | GĐTH tháng 9/2016                                      |
| 11     | Hát về anh                                                | Thế Hiển                                                 | NSƯT Thế Hiển Trương Quý Hải NSƯT Hà Vy Thục Hiền Cựu chiến binh lính biên phòng | GĐTH tháng 7/2016                                      |
| 12     | LK: Em ơi, Hà Nội phố, Gửi lại em Ơi cuộc sống mến thương | Nhạc: Phú Quang, Thơ: Phan Vũ Vũ Hoàng Nguyễn Ngọc Thiện | Phương Anh Ngọc Khuê Bảo Trâm Kimmese Tam ca PKL                                 | GĐTH tháng 11/2016 GĐTH tháng 7/2016 GĐTH tháng 8/2016 |
| 13     | Mơ hoa                                                    | Hoàng Giác                                               | Erik                                                                             | GĐTH tháng 12/2016                                     |
| 14     | Ly rượu mừng                                              | Phạm Đình Chương                                         | Ngọc Khuê Bảo Trâm Nhóm Dòng thời gian                                           | GĐTH tháng 12/2016                                     |

#### Giai điệu tự hào tháng 02/2017: Dấu ấn Giai điệu tự hào (25/02/2017)
Sau Gala Giai điệu tự hào, ê-kíp sản xuất tiếp tục giúp khán giả nhìn lại hành trình âm nhạc đáng nhớ trong 1 năm qua với chủ đề "Những câu chuyện chưa kể". Khán giả được theo dõi lại những hình ảnh của Giai điệu tự hào trong năm 2016 gắn liền với 8 chủ đề ý nghĩa: Khởi hành, Xuân và tuổi trẻ, Nỗi nhớ mùa đông, Tình trong lá thiếp, Những trang viết còn lại, Chiều biên giới, Đi qua vùng cỏ non và Bám biển quê hương.
Chương trình “Giai điệu tự hào” đặc biệt kỷ niệm 16 năm ngày mất của nhạc sĩ Trịnh Công Sơn dự kiến phát tháng 3 năm 2017 không thực hiện được.

#### Giai điệu tự hào tháng 04/2017: Gửi em chiếc nón bài thơ (29/04/2017)
Sau 1 tháng tạm dừng phát sóng, Giai điệu tự hào sẽ trở lại vào cuối tháng 4 với chủ đề "Gửi em chiếc nón bài thơ", đó là câu chuyện âm nhạc về những ca khúc được phổ nhạc từ thơ suốt thời kỳ kháng chiến chống Mỹ. Với âm hưởng chung là khí thế của những đoàn quân ra trận, tình yêu đất nước và niềm tin tất thắng
| Thứ tự | Bài hát                       | Tác giả                                      | Ca sĩ thể hiện    | Tỉ lệ bình chọn (%) |
| ------ | ----------------------------- | -------------------------------------------- | ----------------- | ------------------- |
| 1      | Lá đỏ                         | Thơ: Nguyễn Đình Thi Nhạc: Hoàng Hiệp        | Ban nhạc Ngũ cung |                     |
| 2      | Bài ca Trường Sơn             | Thơ: Gia Dũng Nhạc: Trần Chung               | Vũ Thắng Lợi      |                     |
| 3      | Làng quan họ quê tôi          | Thơ: Nguyễn Phan Hách Nhạc: Nguyễn Trọng Tạo | Nhóm Con gái      |                     |
| 4      | Dáng đứng Việt Nam            | Thơ: Lê Anh Xuân Nhạc: Nguyễn Chí Vũ         | NSƯT Thanh Lam    |                     |
| 5      | Tấm áo chiến sĩ mẹ vá năm xưa | Nguyễn Văn Tý                                | Trọng Tấn         |                     |
| 6      | Gửi em chiếc nón bài thơ      | Thơ: Sơn Tùng Nhạc: Lê Việt Hòa              | Đăng Thuật        |                     |

#### Giai điệu tự hào tháng 05/2017: Thuở trường chinh (27/05/2017)
Với chủ đề "Thuở Trường Chinh", Giai điệu tự hào tháng 5 là câu chuyện âm nhạc về những ca khúc thời kỳ đầu sau độc lập và kháng chiến chống Pháp, đỉnh cao là chiến thắng Điện Biên Phủ.
Giai điệu tự hào tháng 5 theo dấu chân những người chiến sĩ kể từ khi họ lên đường tham gia cuộc kháng chiến chống Pháp đến chiến thắng Điện Biên Phủ đã đi vào lịch sử thế giới như một mốc son chói lọi. Với 6 ca khúc Đoàn quân đi, Niềm thương mến, Làng tôi, Tình đồng chí, Đường lên Tây Bắc và Chiến thắng Điện Biên, chương trình đưa khán giả trở lại với những ký ức hào hùng.
| Thứ tự | Bài hát               | Tác giả                        | Ca sĩ thể hiện                                    | Tỉ lệ bình chọn (%) |
| ------ | --------------------- | ------------------------------ | ------------------------------------------------- | ------------------- |
| 1      | Đoàn quân đi          | Việt Lang                      | Nhật Thủy                                         |                     |
| 2      | Niềm thương mến       | Phan Vân                       | Đinh Mạnh Ninh                                    |                     |
| 3      | Làng tôi              | Hồ Bắc                         | Bích Ngọc Hồng Ngọc Cẩm Huyền                     |                     |
| 4      | Tình đồng chí         | Thơ: Chính Hữu Nhạc: Minh Quốc | NSƯT Tấn Minh                                     |                     |
| 5      | Đường lên Tây Bắc     | Văn An                         | Lan Anh                                           |                     |
| 6      | Chiến thắng Điện Biên | Đỗ Nhuận                       | Nhóm Belcanto Thiếu nhi Trung tâm văn hóa Ba Đình |                     |

#### Giai điệu tự hào tháng 06/2017: Khúc hát mùa hè (26/6/2017)
Với chủ đề "Khúc hát mùa hè", Giai điệu tự hào tháng 6 là câu chuyện âm nhạc về những ca khúc thiếu nhi.
| Thứ tự | Bài hát                                | Tác giả                      | Ca sĩ thể hiện                                     | Tỉ lệ bình chọn (%) |
| ------ | -------------------------------------- | ---------------------------- | -------------------------------------------------- | ------------------- |
| 1      | Reo vang bình minh                     | Lưu Hữu Phước                | Vĩnh Cát Tốp ca Sao tuổi thơ                       |                     |
| 2      | Hè về                                  | Hùng Lân                     | Lê Hoàng Phong Hoàng Yến Chibi Tốp ca Sao tuổi thơ |                     |
| 3      | Bụi phấn                               | Vũ Hoàng Lê Văn Lộc          | Thùy Chi Tốp ca Sao tuổi thơ                       |                     |
| 4      | LK Dàn đồng ca mùa hạ, Khúc hát mùa hè | Lê Minh Châu Nguyễn Thụy Kha | Trịnh Nhật Minh Tốp ca Sao tuổi thơ                |                     |
| 5      | Cây bàng mùa hạ                        | Vũ Trọng Tường               | Cao Lê Hà Trang Bùi Hà My Tốp ca Sao tuổi thơ      |                     |
| 6      | Em vui chơi hôm nay                    | Phạm Tuyên                   | Hoàng Yến Chibi Tốp ca Sao tuổi thơ                |                     |

#### Giai điệu tự hào tháng 7/2017: Như những huyền thoại (29/7/2017)
Với chủ đề "Như những huyền thoại", Giai điệu tự hào tháng 7 sẽ là một cuộc hành trình bằng âm nhạc tri ân những huyền thoại trong lịch sử đấu tranh giải phóng dân tộc Việt Nam.
Danh sách bài hát
| Thứ tự | Bài hát                              | Tác giả                       | Ca sĩ thể hiện     |
| ------ | ------------------------------------ | ----------------------------- | ------------------ |
| 1      | Vết chân tròn trên cát               | Trần Tiến                     | Vũ Thắng Lợi       |
| 2      | Bế Văn Đàn sống mãi                  | Nhạc: Huy Du Thơ: Trinh Đường | Trọng Tấn          |
| 3      | Biết ơn chị Võ Thị Sáu               | Nguyễn Đức Toàn               | Thanh Thảo         |
| 4      | Nguyễn Viết Xuân, cả nước yêu thương | Nguyễn Đức Toàn               | Nguyễn Tiến Hưng   |
| 5      | Cỏ non thành cổ                      | Tân Huyền                     | Đông Hùng Cát Band |
| 6      | Miền xa thẳm                         | Đức Trịnh                     | Phạm Thu Hà        |
| 7      | Chuyện tình thảo nguyên              | Trần Tiến                     | Ngọc Anh           |

Danh sách những thành viên hội đồng bình luận và khách mời nhân chứng
| Thứ tự | HĐBL lớn tuổi                                   | HĐBL trẻ tuổi                              | Khách mời nhân chứng |
| ------ | ----------------------------------------------- | ------------------------------------------ | -------------------- |
| 1      | Nhạc sĩ, nhà nghiên cứu âm nhạc Nguyễn Thụy Kha | Ca sĩ Phạm Thu Hà                          |                      |
| 2      | Đạo diễn, nghệ sĩ nhân dân Đặng Nhật Minh       | Nhạc sĩ An Hiếu                            |                      |
| 3      | PGS - TS - Nhà báo Nguyễn Thị Minh Thái         | Nhà báo Khương Diệp Anh                    |                      |
| 4      | PGS - TS Nguyễn Ngọc Hà                         | Nhạc sĩ, nhà giáo ưu tú Nguyễn Chính Nghĩa |                      |
| 5      | Nhạc sĩ, Cựu chiến binh Nguyễn Văn Bằng         |                                            |                      |

#### Giai điệu tự hào tháng 8/2017: Gặp nhau trên đỉnh Trường Sơn (26/8/2017)
Hòa trong không khí hai nước cùng kỷ niệm 55 năm ngày thiết lập quan hệ ngoại giao và 40 năm Ngày ký hiệp ước hữu nghị và hợp tác Việt – Lào. Giai điệu tự hào tháng 8 - Gặp nhau trên đỉnh Trường Sơn sẽ là những bài ca được vang lên từ tiếng lòng của những người tri âm dành cho nhau, những bài hát mà ranh giới địa lý hay rào cản ngôn ngữ đã hoàn toàn bị xoá nhoà bởi tinh thần dân tộc tuy hai mà một.
Danh sách bài hát
| Thứ tự | Bài hát                                   | Tác giả               | Ca sĩ thể hiện                               |
| ------ | ----------------------------------------- | --------------------- | -------------------------------------------- |
| 1      | Gặp nhau trên đỉnh Trường Sơn             | Hoàng Hà              | Nhóm Belcanto                                |
| 2      | Tình Việt - Lào                           | Hồ Hữu Thới           | Đông Hùng Phương Thảo                        |
| 3      | Bình minh trên đất nước Lào               | Vũ Thanh              | Lê Anh Dũng Tốp ca Đoàn VHNT QĐ quốc gia Lào |
| 4      | LK Hoa Chăm Pa, Lăm Tơi                   | Nhạc Lào              | NSND Trần Hiếu Phương Thảo                   |
| 5      | Sải chay Lào - Việt (Tấm lòng Lào - Việt) | Houmphanh Rattanavong | Tốp ca sinh viên trường hữu nghị T78         |
| 6      | Bài ca hữu nghị Việt Lào                  | Lương Ngọc Trác       | Vũ Thắng Lợi                                 |

#### Giai điệu tự hào tháng 9/2017: Mồ hôi đá (23/9/2017)
Giai điệu tự hào tháng 9 là cuộc hành trình tới một mảnh đất Quảng Trị. Và mảnh đất ấy đã trở thành nguồn cảm hứng cho rất nhiều ca khúc vang bóng của âm nhạc Việt Nam.
Danh sách bài hát
| Thứ tự | Bài hát                            | Tác giả       | Ca sĩ thể hiện        |
| ------ | ---------------------------------- | ------------- | --------------------- |
| 1      | Quân reo quê mẹ Quảng Trị anh hùng | Trọng Loan    | Lương Nguyệt Anh      |
| 2      | Bài ca về đường 9                  | Huy Du        | Nuvoltage Band        |
| 3      | Tiếng hát trên đường quê hương     | Huy Thục      | Lan Anh Nhóm Belcanto |
| 4      | Kỉ niệm của tôi                    | Phú Quang     | NSƯT Tấn Minh         |
| 5      | Ngôi sao ban chiều                 | Đinh Tiến Hậu | Hồ Trung Dũng         |
| 6      | Mồ hôi đá                          | Xuân Vũ       | Lê Xuân Hảo           |
| 7      | Quảng Trị yêu thương               | Trần Hoàn     | Bạch Trà              |

#### Giai điệu tự hào tháng 10/2017: Chín bậc tình yêu (28/10/2017)
Chín bậc tình yêu - ca khúc nổi tiếng của nhạc sĩ An Thuyên - được chọn làm chủ đề cho câu chuyện âm nhạc của Giai điệu tự hào tháng 10. Với chủ đề "Chín bậc tình yêu", Giai điệu tự hào tháng 10 kể những câu chuyện âm nhạc về vẻ đẹp tâm hồn của những người phụ nữ Việt xưa và nay trong đời thường, trong tình yêu và trong chiến tranh.
Danh sách bài hát
| Thứ tự | Bài hát                           | Tác giả                               | Ca sĩ thể hiện                |
| ------ | --------------------------------- | ------------------------------------- | ----------------------------- |
| 1      | Thoi tơ                           | Thơ: Nguyễn Bính Nhạc: Đức Quỳnh      | NSƯT Mai Hoa                  |
| 2      | Lời ru trên nương                 | Thơ: Nguyễn Khoa Điềm Nhạc: Trần Hoàn | Phạm Thu Hà                   |
| 3      | Những cô gái quan họ              | Phó Đức Phương                        | Nhóm 5 Dòng Kẻ                |
| 4      | Chín bậc tình yêu                 | Thơ: Trần Văn An Nhạc: An Thuyên      | Đinh Mạnh Ninh                |
| 5      | Chị tôi                           | Thơ: Đoàn Thị Tảo Nhạc: Trọng Đài     | Phương Anh                    |
| 6      | Mùa chim én bay                   | Thơ: Diệp Minh Tuyền Nhạc: Hoàng Hiệp | Mỹ Dung                       |
| 7      | LK Gót hồng, Một thoáng quê hương | Bảo Phúc Từ Huy Thanh Tùng            | Lê Hoàng Phong Nhóm S - Girls |

#### Giai điệu tự hào tháng 11/2017: Thơ tình cuối mùa thu (25/11/2017)
Giai điệu tự hào tháng 11 xoay quanh chủ đề mùa Thu, đưa khán giả qua nhiều miền ký ức của tình yêu và nỗi nhớ.
Danh sách bài hát
| Thứ tự | Bài hát                       | Tác giả                                | Ca sĩ thể hiện |
| ------ | ----------------------------- | -------------------------------------- | -------------- |
| 1      | Gửi gió cho mây ngàn bay      | Đoàn Chuẩn - Từ Linh                   | Khánh Linh     |
| 2      | Mối tình đầu                  | Thơ: Nguyễn Phan Hách Nhạc: Thế Duy    | Đông Hùng      |
| 3      | Hà Nội mùa thu                | Vũ Thanh                               | Thu Thủy       |
| 4      | Thơ tình cuối mùa thu         | Thơ: Xuân Quỳnh Nhạc: Phan Huỳnh Điểu  | Thùy Chi       |
| 5      | Mùa thu không trở lại         | Phạm Trọng Cầu                         | Quốc Thiên     |
| 6      | Mùa thu                       | Lương Minh                             | Mỹ Linh        |
| 7      | Hà Nội mùa vắng những cơn mưa | Thơ: Bùi Anh Tuấn Nhạc: Trương Quý Hải | Phúc Bồ Hà Lê  |

#### Giai điệu tự hào tháng 12/2017: Quê hương gọi (31/12/2017)
Giai điệu tự hào tháng 12 đưa khán giả trở về với quê hương
Danh sách bài hát
| Thứ tự | Bài hát                        | Tác giả                    | Ca sĩ thể hiện       |
| ------ | ------------------------------ | -------------------------- | -------------------- |
| 1      | Ngày về                        | Hoàng Giác                 | Hồ Trung Dũng        |
| 2      | LK Tiếng đàn bầu, Quê nhà      | Nguyễn Đình Phúc Trần Tiến | Tùng Dương Trọng Tấn |
| 3      | Quê hương tuổi thơ tôi         | Từ Huy                     | Thảo Trang           |
| 4      | Trở về dòng sông tuổi thơ      | Hoàng Hiệp                 | Bảo Trâm             |
| 5      | Lối cũ ta về                   | Thanh Tùng                 | Lân Nhã              |
| 6      | Mong về Hà Nội                 | Dương Thụ                  | Thu Phương           |
| 7      | Quê hương tình yêu và tuổi trẻ | Quốc Dũng                  | Nhóm Oplus           |

## Giai điệu tự hào 2018

#### Giai điệu tự hào tháng 01/2018: Tình yêu mãi mãi (27/1/2018)
Giai điệu tự hào tháng 1 giới thiệu 7 tác phẩm của 7 nhạc sĩ thuộc nhóm Những người bạn, những người mở đầu cho dòng nhạc trẻ Việt Nam thời kì mới
| Thứ tự | Bài hát                        | Tác giả           | Ca sĩ thể hiện        |
| ------ | ------------------------------ | ----------------- | --------------------- |
| 1      | Mỗi ngày tôi chọn một niềm vui | Trịnh Công Sơn    | Phạm Thu Hà           |
| 2      | Xin làm người hát rong         | Trần Long Ẩn      | Phương Thanh          |
| 3      | Lời tỏ tình mùa xuân           | Thanh Tùng        | Uyên Linh             |
| 4      | Ngày em đến                    | Từ Huy            | Phương Linh           |
| 5      | Thôi anh hãy về                | Nguyễn Ngọc Thiện | Thu Phương Hoàng Dũng |
| 6      | Một thời để nhớ                | Nguyễn Văn Hiên   | Ngọt Band Đen         |
| 7      | Tình yêu mãi mãi               | Tôn Thất Lập      | Hoàng Quyên           |

#### Giai điệu tự hào tháng 02/2018: Đón xuân (16/2/2018)
Mong muốn mang đến cho khán giả những cảm xúc mới mẻ trong những ngày đầu năm mới. Chương trình lựa chọn những ca khúc của Tân nhạc Việt Nam giới thiệu đến khán giả
| Thứ tự | Bài hát                      | Tác giả                      | Ca sĩ thể hiện                         |
| ------ | ---------------------------- | ---------------------------- | -------------------------------------- |
| 1      | Đón xuân                     | Phạm Đình Chương             | Nhóm Con gái                           |
| 2      | Mộng chiều xuân              | Ngọc Bích                    | NSƯT Mai Hoa                           |
| 3      | Gái xuân                     | Thơ: Nguyễn Bính Nhạc: Từ Vũ | Đinh Mạnh Ninh                         |
| 4      | Gió mùa xuân tới             | Hoàng Trọng                  | Ngọc Khuê Bảo Trâm                     |
| 5      | Ngọc lan                     | Dương Thiệu Tước             | Lan Anh                                |
| 6      | Ai lên xứ hoa đào            | Hoàng Nguyên                 | Minh Quân                              |
| 7      | LK Ô mê ly, Bức họa đồng quê | Văn Phụng                    | Ngọc Khuê Bảo Trâm Nhóm Dòng thời gian |

#### Giai điệu tự hào tháng 03/2018: Tháng Ba Tây Nguyên (31/3/2018)
Là chương trình tập hợp các bài hát về vùng đất Tây Nguyên qua phần thể hiện của những giọng ca gắn bó với vùng đất đỏ bazan.
| Thứ tự | Bài hát                              | Tác giả                           | Ca sĩ thể hiện                          |
| ------ | ------------------------------------ | --------------------------------- | --------------------------------------- |
| 1      | Tháng ba Tây Nguyên                  | Nhạc: Văn Thắng Thơ: Thân Như Thơ | NSƯT Rơ Chăm Phiang                     |
| 2      | Người lái đò trên sông Pô Kô         | Nhạc: Cẩm Phong Thơ: Mai Trang    | Tùng Dương                              |
| 3      | Cánh chim báo tin vui                | Đàm Thanh                         | Phạm Thu Hà                             |
| 4      | Tình ca Tây Nguyên                   | Hoàng Vân                         | Vũ Thắng Lợi Mai Trang                  |
| 5      | Đôi chân trần                        | Yphon Ksor                        | Y Garia                                 |
| 6      | Đi tìm lời ru mặt trời               | Yphon Ksor                        | Nhóm Ngũ cung Siu Black                 |
| 7      | Xôn xao mênh mang cao nguyên Đắk Lắk | Nguyễn Cường                      | NSND Y Moan Y Garia Siu Black Mai Trang |

#### Giai điệu tự hào tháng 04/2018: Tháng tư về (28/4/2018)
Với những giai điệu trong trẻo, vừa thân thuộc vừa tươi mới, Giai điệu tự hào tháng 4 là sự hoà quyện của các ca khúc mang âm hưởng mùa hè, gợi lên những cảm xúc tươi mới khi đất trời vào hè.
| Thứ tự | Bài hát                                                   | Tác giả              | Ca sĩ thể hiện                |
| ------ | --------------------------------------------------------- | -------------------- | ----------------------------- |
| 1      | Tháng tư về                                               | Dương Thụ            | Mỹ Linh                       |
| 2      | LK Hát với chú ve con, Nắng vàng biển xanh và anh, Vào hạ | Thanh Tùng Lê Hựu Hà | Phúc Bồ Hà Lê                 |
| 3      | Trở lại mùa hè                                            | Bảo Chấn             | Đông Hùng Bảo Trâm            |
| 4      | Em về tinh khôi                                           | Quốc Bảo             | Nhóm Oplus                    |
| 5      | Ban mai xanh                                              | Ngọc Châu            | Khánh Linh                    |
| 6      | Giọt sương trên mí mắt                                    | Thanh Tùng           | NSƯT Thanh Lam                |
| 7      | Nắng xanh                                                 | Quốc Dũng            | Lê Hoàng Phong Nhóm S - Girls |

#### Giai điệu tự hào tháng 05/2018: Gala (26/5/2018)
Đây là số cuối cùng của chương trình. Gala gửi đến những ca khúc được yêu thích nhất trong năm qua, như một món quà cảm ơn của toàn thể êkip tới những khán giả đã dành tình yêu trọn vẹn cho chương trình.
| Thứ tự | Bài hát                        | Tác giả                               | Ca sĩ thể hiện                                           |
| ------ | ------------------------------ | ------------------------------------- | -------------------------------------------------------- |
| 1      | LK Ô mê ly, Bức họa đồng quê   | Văn Phụng                             | Ngọc Khuê Bảo Trâm Nhóm Dòng thời gian                   |
| 2      | Chiến thắng Điện Biên          | Đỗ Nhuận                              | Nhóm Belcanto Tốp ca thiếu nhi Trung tâm văn hóa Ba Đình |
| 3      | Mồ hôi đá                      | Xuân Vũ                               | Lê Xuân Hảo                                              |
| 4      | Miền xa thẳm                   | Đức Trịnh                             | Phạm Thu Hà                                              |
| 5      | Gặp nhau trên đỉnh Trường Sơn  | Hoàng Hà                              | Nhóm Belcanto                                            |
| 6      | Chín bậc tình yêu              | An Thuyên Nguyễn Văn An               | Đinh Mạnh Ninh                                           |
| 7      | Tấm áo chiến sĩ mẹ vá năm xưa  | Nguyễn Văn Tý                         | Trọng Tấn                                                |
| 8      | Đi tìm lời ru nữ thần Mặt Trời | Yphon Ksor                            | Siu Black Nhóm Ngũ cung                                  |
| 9      | Hè về                          | Hùng Lân                              | Lê Hoàng Phong Hoàng Yến Chibi Tốp ca Sao tuổi thơ       |
| 10     | Thơ tình cuối mùa thu          | Nhạc: Phan Huỳnh Điểu Thơ: Xuân Quỳnh | Thùy Chi                                                 |
| 11     | Mong về Hà Nội                 | Dương Thụ                             | Hoàng Quyên                                              |
| 12     | Một thời để nhớ                | Nguyễn Văn Hiên                       | Ngọt Band Đen Vâu                                        |
| 13     | Mỗi ngày tôi chọn một niềm vui | Trịnh Công Sơn                        | Khánh Linh                                               |

#### Giai điệu tự hào tháng 11/2018: Những khoảnh khắc tạc vào năm tháng (10/11/2018)
Sau một thời gian tạm ngưng phát sóng, chủ đề của chương trình lần này là những bản hòa ca hào hùng về lịch sử đầy thăng trầm của 2 dân tộc Việt - Nga, vừa là những giây phút lắng đọng về tình bạn bên nhau không rời dù khó khăn hay thiếu thốn và bây giờ là cùng nhau phát triển.
| Thứ tự | Bài hát                                                                | Tác giả | Ca sĩ thể hiện                                                    |
| ------ | ---------------------------------------------------------------------- | --- | ----------------------------------------------------------------- |
| 1      | LK Bài ca Hà Nội - Matxcova, Khi bạn ở bên tôi, Ở trường cô dạy em thế | Huy Trần Nhạc: Vladimir Shainsky, Lời: Mikhail Tanich, Lời Việt: Thụy Anh Nhạc: Vladimir Shainsky, Lời: Mikhail Plyatkovsky, Lời Việt: Phạm Tuyên | Tốp ca thiếu nhi Trung tâm Văn hóa - Thông tin & Thể thao Ba Đình |
| 2      | Cuộc sống ơi! Ta mến yêu người                                         | Nhạc: Eduard Kolmanovsky Lời: Konstantin Vanshenki                                                                                                | Thùy Dung                                                         |
| 3      | Những khoảnh khắc                                                      | Nhạc: Mikhail Tariverdiev Lời: Robert Rozdestvensky                                                                                               | NSƯT Tạ Minh Tâm                                                  |
| 4      | Xin mẹ hãy sống mãi với con                                            | Elena Vasilyok | Tuyết Hoa                                                         |
| 5      | Tình ca du mục (Hòa tấu)                                               | Boris Formin Konstantin Podrevsky | Violin Anh Tú Sáo tay Duy Minh Guitar Việt Dũng                   |
| 6      | Đàn sếu                                                                | Nhạc: Yen Frenkel Lời: Rasul Gamzatov | Phương Mai Tốp ca ĐH Văn hóa Hà Nội                               |
| 7      | Mùa xuân từ những giếng dầu                                            | Phạm Minh Tuấn | Nhóm MTV                                                          |
| 8      | Thời thanh niên sôi nổi                                                | Nhạc: Alexandra Pakhmutova Thơ: Lev Oshanin | NSƯT Đăng Dương NSƯT Việt Hoàn Trọng Tấn                          |
| 9      | Lên đường                                                              | Nhạc: Vasily Soloviev - Sedoi Lời: Mikhail Dunin                                                                                                  | CLB Khúc tráng ca thành cổ - Hà Nội Tốp ca ĐH Văn hóa Hà Nội      |

Danh sách hội đồng bình luận Xưa
1. GS - TSKH Vũ Minh Giang
2. Nhà báo Hồng Thanh Quang

Danh sách hội đồng bình luận Nay
1. Nhà báo Trương Anh Ngọc
2. Diễn viên Lan Phương

Danh sách nhân chứng
1. Ông Bùi Thức Khiết - Giám đốc đầu tiên Thủy điện Hòa Bình
2. Anh hùng LLVT, Trung tướng Phạm Tuân
3. Phó Giáo sư, TSKH Nguyễn Tuyết Minh
4. Ông Konstantin Vnukov - Đại sứ Liên bang Nga tại Việt Nam

#### Giai điệu tự hào tháng 12/2018: Cây súng và hoa hồng (22/12/2018)
Giai điệu tự hào tháng 12 với chủ đề "Cây súng và hoa hồng" được lấy cảm hứng từ những vần thơ khắc họa hình ảnh người chiến sĩ Cách mạng Việt Nam hiện thực và lãng mạn, chiến sĩ và thi sĩ. Hay nói cách khác đó chính là biểu tượng rõ nhất cho sức mạnh của niềm tin, cảm hứng lạc quan, khao khát hòa bình cháy bỏng.
| Thứ tự | Bài hát                | Tác giả         | Ca sĩ thể hiện                                     |
| ------ | ---------------------- | --------------- | -------------------------------------------------- |
| 1      | Tiến bước dưới quân kỳ | Doãn Nho        | Đoàn Nghi lễ Quân đội Nhà hát Ca múa nhạc Quân đội |
| 2      | Phất cờ Nam tiến       | Hoàng Văn Thái  | Nhóm Dòng thời gian                                |
| 3      | Tiến về Hà Nội         | Văn Cao         | Lan Anh                                            |
| 4      | Bài ca hy vọng         | Văn Ký          | Tùng Dương                                         |
| 5      | Hát về anh             | Thế Hiển        | NSƯT Thế Hiển                                      |
| 6      | Hát mãi khúc quân hành | Diệp Minh Tuyền | Nhà hát Ca múa nhạc Quân đội                       |

Danh sách hội đồng bình luận Xưa
1. Đại tá, Nhạc sĩ Doãn Nho
2. Nhà thơ, nhạc sĩ Nguyễn Thụy Kha

Danh sách hội đồng bình luận Nay
1. Nhà văn Phong Điệp
2. Đạo diễn Nguyễn Hoàng Điệp

Danh sách nhân chứng:
1. Nhà thơ, nhà biên kịch Đoàn Tuấn

## Giai điệu tự hào 2019

#### Giai điệu tự hào tháng 3/2019: Trái tim người phụ nữ (2/3/2019)
| Thứ tự | Bài hát                                                                              | Tác giả                                                   | Ca sĩ thể hiện                                                                  |
| ------ | ------------------------------------------------------------------------------------ | --------------------------------------------------------- | ------------------------------------------------------------------------------- |
| 1      | LK Những cô gái quan họ, Người con gái sông La, Những cô gái đồng bằng sông Cửu Long | Phó Đức Phương Nhạc: Doãn Nho, thơ: Phương Thùy Huỳnh Thơ | Tạ Quang Thắng Mỹ Lam                                                           |
| 2      | Lên ngàn                                                                             | Hoàng Việt                                                | Nhóm Ngũ cung                                                                   |
| 3      | Cô gái mở đường                                                                      | Xuân Giao                                                 | Khánh Linh                                                                      |
| 4      | Thuyền và biển                                                                       | Nhạc: Hữu Xuân Thơ: Xuân Quỳnh                            | NSƯT Thanh Lam                                                                  |
| 5      | Mẹ                                                                                   | Nhạc: Phú Quang Thơ: Hồng Thanh Quang                     | Phú Quang                                                                       |
| 6      | One moment in time                                                                   | Albert Hammond, John Bettis                               | Park Sung Min Trang Trịnh Trung tâm văn hóa, thông tin và thể thao quận Ba Đình |

Danh sách hội đồng bình luận Xưa
1. Nhạc sĩ Phú Quang
2. NSND Lan Hương

Danh sách hội đồng bình luận Nay
1. Nhà báo, nhà văn Hoàng Anh Tú
2. Ca sĩ Thái Thùy Linh

Danh sách nhân chứng
1. Trung đội nữ lái xe Trường Sơn

#### Giai điệu tự hào tháng 5/2019: Ý chí và con đường (6/5/2019, ghi hình trước đó 4 ngày)
Sau khi tạm ngưng được 2 tháng, chương trình đã quay trở lại. Nhưng sau quốc tang Đại tướng Lê Đức Anh, số này chỉ ghi hình và phát sóng.
| Thứ tự | Bài hát                        | Tác giả                                     | Ca sĩ thể hiện                                 |
| ------ | ------------------------------ | ------------------------------------------- | ---------------------------------------------- |
| 1      | Bước chân trên dải Trường Sơn  | Nhạc: Vũ Trọng Hối Lời: Đặng Thục           | Đông Hùng                                      |
| 2      | Ngọn đèn đứng gác              | Nhạc: Hoàng Hiệp Thơ: Chính Hữu             | Anh Thơ                                        |
| 3      | Quả bom câm                    | Nhạc: Doãn Nho Lời: Nghiêm Đa Văn, Doãn Nho | NSND Tự Long Nhóm Lá đỏ                        |
| 4      | Em ở nơi đâu                   | Phan Nhân                                   | Vũ Thắng Lợi                                   |
| 5      | Sợi nhớ sợi thương             | Nhạc: Phan Huỳnh Điểu Thơ: Thúy Bắc         | Lê Anh Hồng Nhung                              |
| 6      | Trường Sơn Đông Trường Sơn Tây | Nhạc: Hoàng Hiệp Thơ: Phạm Tiến Duật        | Hồ Trung Dũng Võ Hạ Trâm                       |
| 7      | Trên đỉnh Trường Sơn ta hát    | Huy Du                                      | NSND Quang Thọ Tốp ca trường ĐH Văn hóa Hà Nội |

Danh sách hội đồng bình luận Xưa
1. Nhà văn Chu Lai
2. Nhà thơ Anh Ngọc

Danh sách hội đồng bình luận Nay
1. Đạo diễn Đặng Thái Huyền
2. Nhà báo Đỗ Thu Hà

Danh sách nhân chứng
1. Thiếu tướng Phan Khắc Hy - Nguyên Phó tư lệnh Đoàn 559 - Bộ đội Trường Sơn
2. Thiếu tướng, Anh hùng LLVT Nguyễn Bá Tòng - Phó chủ tịch hội Truyền thống Trường Sơn, đường HCM Việt Nam
3. Trung tướng Đinh Ngọc Duy - Nguyên Chủ nhiệm Khoa 23, Bệnh viện 211 Tây Nguyên, Nguyên Giám đốc Bệnh viện Trung ương Quân đội 108
4. Ông Trần Văn Thân & bà Vũ Thị Liên - Cựu Thanh niên xung phong đường 20 Quyết thắng

#### Giai điệu tự hào tháng 6/2019: Những người con của biển (08/06/2019)
Số này còn được phát lại trên VTV1 ngày 31/08/2019.
| Thứ tự | Bài hát                | Tác giả                                       | Ca sĩ thể hiện                             |
| ------ | ---------------------- | --------------------------------------------- | ------------------------------------------ |
| 1      | Vượt trùng dương       | Nguyễn Văn Tý                                 | Tùng Dương Tốp ca nam nữ trường ĐH Văn hóa |
| 2      | Đừng ví em là biển     | Nhạc: Trần Thanh Tùng Thơ: Minh Thiện         | Tân Nhàn                                   |
| 3      | Bám biển quê hương     | Phạm Tuyên                                    | Nhóm Dòng thời gian Beatbox Minh Kiên      |
| 4      | Cây đàn ghi-ta một dây | Minh Quang                                    | Phương Thanh                               |
| 5      | Tổ quốc gọi tên mình   | Nhạc: Đinh Trung Cẩn Thơ: Nguyễn Phan Quế Mai | Đức Tuấn Tốp ca nam nữ trường ĐH Văn hóa   |
| 6      | Biển hát chiều nay     | Hồng Đăng                                     | Phương Linh                                |
| 7      | Bay qua biển Đông      | Lê Việt Khánh                                 | Nhóm O-plus                                |

Danh sách hội đồng bình luận Xưa
1. PSG.TS. Nguyễn Chu Hồi
2. Nhà thơ, nhà báo, nhạc sĩ Nguyễn Thụy Kha

Danh sách hội đồng bình luận Nay
1. Ca sĩ Phương Thanh
2. Nhà báo Nguyễn Kiều Trinh

Danh sách nhân chứng
1. Gia đình 3 chiến sĩ hy sinh Ngô Văn An, Vũ Quang Chương, Lê Đức Hồng tại nhà giàn DK1/6 năm 1998
2. Đại tá Nguyễn Bá Hiểu - Nguyên trưởng ban quản lý dự án DK1, Binh chủng Công binh
3. Trung tá Dương Văn Hoan - Chỉ huy trưởng nhà giàn DK1/21 - Tiểu đoàn DK1 - Vùng 2 - Binh chủng Hải quân
4. Nhiếp ảnh gia Nguyễn Việt Hùng

#### Giai điệu tự hào tháng 7/2019: Người chiến sĩ ấy (27/07/2019)
| Thứ tự | Bài hát              | Tác giả                                  | Ca sĩ thể hiện                        |
| ------ | -------------------- | ---------------------------------------- | ------------------------------------- |
| 1      | Ngôi sao ban chiều   | Đinh Tiến Hậu                            | Lê Anh Dũng Phạm Thu Hà               |
| 2      | Bài ca Trường Sơn    | Trần Chung                               | Hà Lê Phạm Hồng Ngọc Yellow Star Band |
| 3      | Lá xanh              | Hoàng Việt                               | Đinh Mạnh Ninh Đông Hùng Hà Anh       |
| 4      | Cuộc đời vẫn đẹp sao | Phan Huỳnh Điểu                          | Tạ Quang Thắng                        |
| 5      | Đồng đội ơi          | Nhạc: Nguyễn Giang Thơ: Trương Vinh Tuấn | NSƯT Tấn Minh                         |
| 6      | Người chiến sĩ ấy    | Hoàng Vân                                | NSND Tạ Minh Tâm                      |
| 7      | Khát vọng            | Phạm Minh Tuấn                           | Hồ Quỳnh Hương                        |

Danh sách hội đồng bình luận Xưa
1. Thiếu tướng, thầy thuốc nhân dân, TS.BS. Nguyễn Văn Hoàng Đạo
2. Nhà văn Chu Lai

Danh sách hội đồng bình luận Nay
1. Đại úy, bác sĩ Lê Thị Hồng Vân
2. Tác giả Dũng Văn

Danh sách nhân chứng
1. AHLLVTND Đinh Công Chấn
2. GS. TS. BS. NGND. Trần Quán Anh
3. Thiếu tướng, thầy thuốc nhân dân Nguyễn Hồng Sơn

#### Giai điệu tự hào tháng 10/2019: Đi giữa biển vàng (27/10/2019)
Sau hai tháng tạm ngưng, Giai điệu tự hào trở lại với chủ đề "Đi giữa biển vàng". Lắng đọng trong những khúc ca đi cùng năm tháng, được hòa mình trong không gian bát ngát của những đồng lúa chín, cùng sự xuất hiện đặc biệt của những vị khách mời sẽ đem tới những câu chuyện hấp dẫn, mới lạ
| Thứ tự | Bài hát                                  | Tác giả                                                 | Ca sĩ thể hiện                         |
| ------ | ---------------------------------------- | ------------------------------------------------------- | -------------------------------------- |
| 1      | LK Hạt gạo làng ta, Em đi giữa biển vàng | Nhạc: Trần Viết Bính, Thơ: Trần Đăng Khoa Bùi Đình Thảo | Mỹ Dung Nhật Minh                      |
| 2      | Bức họa đồng quê                         | Văn Phụng                                               | Bùi Hoàng Yến Quách Mai Thy Hồng Duyên |
| 3      | Tiếng chày trên sóc Bom Bo               | Xuân Hồng                                               | Phạm Anh Khoa Nhóm trống Mặt Trời      |
| 4      | Ngày mùa                                 | Văn Cao                                                 | Phan Thu Lan                           |
| 5      | Mùa xuân làng lúa làng hoa               | Ngọc Khuê                                               | NSƯT Thanh Lam Nhóm bè VK              |
| 6      | Hát về cây lúa hôm nay                   | Hoàng Vân                                               | Vũ Thắng Lợi                           |
| 7      | Về đây nghe em                           | Trần Quang Lộc                                          | Quang Dũng                             |

Danh sách hội đồng bình luận Xưa
1. Nhà báo Trịnh Bá Ninh
2. GS. TS. Nguyễn Thị Lan

Danh sách hội đồng bình luận Nay
1. Họa sĩ Lê Viết Cương
2. Doanh nhân Nguyễn Ngọc Quỳnh

Danh sách nhân chứng
1. Nhạc sĩ Ngọc Khuê
2. Anh hùng lao động, kỹ sư Hồ Quang Cua
3. TS. Nguyễn Đỗ Anh Tuấn - Vụ trưởng Vụ Hợp tác quốc tế, Bộ Nông nghiệp & Phát triển nông thôn

#### Giai điệu tự hào tháng 11/2019: Bài học đầu tiên (16/11/2019)
Chương trình Giai điệu tự hào tháng 11 truyền tải thông điệp về tinh thần học tập không ngừng, học tập sẽ mở rộng tri thức và kết nối những giá trị của quá khứ, hiện tại, tương lai đến với đông đảo khán giả.
| Thứ tự | Bài hát                                 | Tác giả                                 | Ca sĩ thể hiện                                                                          |
| ------ | --------------------------------------- | --------------------------------------- | --------------------------------------------------------------------------------------- |
| 1      | Hoạt cảnh: Bài học đầu tiên             | Nhạc: Hồng Kiên Thơ: Xuân Quỳnh         | Nguyễn Việt Hưng Nhóm Sao tuổi thơ                                                      |
| 2      | Đi học                                  | Nhạc: Bùi Đình Thảo Thơ: Minh Chính     | NSƯT Hà Vy Lộn Xộn Band Bùi Khánh Thy Nhóm trống Nghi thức Đội Nhà văn hóa quận Ba Đình |
| 3      | Bài ca người giáo viên nhân dân         | Hoàng Vân                               | Nguyễn Ngọc Anh                                                                         |
| 4      | LK Em yêu trường em, Hoa thơm bướm lượn | Hoàng Vân Dân ca, lời mới               | Quốc Đạt Hồng Thúy Thúy Thúy                                                            |
| 5      | Bụi phấn                                | Nhạc: Vũ Hoàng Thơ: Lê Văn Lộc          | Ngọc Linh Hợp xướng Nhà văn hóa quận Ba Đình                                            |
| 6      | Con sếu nhỏ                             | Nhạc Nga Lời Việt: Lại Ngọc Đoàn        | Yên Hà                                                                                  |
| 7      | Bác Hồ người cho em tất cả              | Hoàng Long Hoàng Lân Lời thơ: Phong Thu | Bảo Trâm Nhà văn hóa quận Ba Đình                                                       |

Danh sách hội đồng bình luận Xưa
1. PGS. TS. NGND. Nguyễn Võ Kỳ Anh
2. GS. TS. Phạm Quang Minh

Danh sách hội đồng bình luận Nay
1. Chuyên gia Đỗ Thùy Dương
2. Nhạc sĩ Đức Trí

Danh sách nhân chứng
1. Cô giáo Siu H'Jel
2. Cô giáo Trần Thị Thúy

#### Giai điệu tự hào tháng 12/2019: Đoàn quân Việt Nam đi (21/12/2019)
Giai điệu tự hào tháng 12/2019 mang đến cho khán giả những hình ảnh người lính.
| Thứ tự | Bài hát                       | Tác giả         | Ca sĩ thể hiện                   |
| ------ | ----------------------------- | --------------- | -------------------------------- |
| 1      | Vì nhân dân quên mình         | Doãn Quang Khải | Tạ Quang Thắng                   |
| 2      | Quê hương anh bộ đội          | Xuân Oanh       | Đỗ Tố Hoa                        |
| 3      | Tấm áo chiến sĩ mẹ vá năm xưa | Nguyễn Văn Tý   | Vũ Thắng Lợi                     |
| 4      | Cô gái Pa-ko                  | Huy Thục        | Bạch Trà Thanh Thảo Sông Thao    |
| 5      | Đốm lửa nhỏ                   | Nhạc Nga        | Trương Quý Hải Yên Hà            |
| 6      | Màu hoa đỏ                    | Thuận Yến       | Trọng Tấn                        |
| 7      | Hát mãi khúc quân hành        | Diệp Minh Tuyền | Trọng Tấn Đỗ Tố Hoa Vũ Thắng Lợi |

Danh sách Hội đồng Bình luận Xưa:
1, Nhà báo Lê Minh Quốc
2, Nhà thơ Hữu Việt
Danh sách Hội đồng Bình luận Nay:
1, Đại tá Trịnh Tùng Lâm
2, Đạo diễn Bông Mai
Danh sách Khách mời:
1, Đinh Quang Tiến - Cựu chiến binh Sư đoàn PK 365
2, Trung tá Bùi Đức Thành - Giám đóc Bệnh viện dã chiến cấp 2 số 1

## Giai điệu tự hào 2020

#### Giai điệu tự hào tháng 4/2020: Lớn lên cùng đất nước (05/04/2020)
Đây cũng là số đầu tiên của chương trình trong năm 2020 (trước đó đã dừng phát sóng được gần 3 tháng do ảnh hưởng của dịch COVID-19). 2 số Giai điệu tự hào trong tháng 4/2020 vinh danh nhạc sĩ Phong Nhã với những đóng góp cho âm nhạc Việt Nam, đặc biệt là âm nhạc thiếu nhi và nhà biên kịch Lưu Quang Vũ với những đóng góp cho sâu khấu Việt Nam.
| Thứ tự | Bài hát                                         | Tác giả   | Ca sĩ thể hiện                                                 |
| ------ | ----------------------------------------------- | --------- | -------------------------------------------------------------- |
| 1      | Đội ca                                          | Phong Nhã | Nhật Minh Khánh Chi Tốp ca Trung tâm VHTT&TT quận Ba Đình      |
| 2      | Nhanh bước nhanh nhi đồng                       | Phong Nhã | Dương Hoàng Yến Hoàng Anh Nguyễn Anh Tuấn (Bôm)                |
| 3      | Hành khúc Đội Thiếu niên Tiền phong Hồ Chí Minh | Phong Nhã | Tạ Quang Thắng Tốp ca Trung tâm VHTT&TT quận Ba đình           |
| 4      | Ai yêu Bác Hồ Chí Minh hơn thiếu niên nhi đồng  | Phong Nhã | Tốp ca                                                         |
| 5      | Bác sống đời đời                                | Phong Nhã | NSƯT Hồng Liên                                                 |
| 6      | Đội ta lớn lên cùng đất nước                    | Phong Nhã | Hoàng Quyên Hữu Hiệp                                           |
| 7      | Bài ca sum họp                                  | Phong Nhã | Ngọc Linh Thùy Chi Khánh Thi                                   |
| 8      | Đội em làm kế hoạch nhỏ                         | Phong Nhã | NSƯT Xuân Bắc Bạch Dương Tốp ca Trung tâm VHTT&TT quận Ba Đình |

Danh sách Khách mời:
1, Diễn viên Quốc Tuấn & Bôm
2, NSƯT Hồng Liên
3, NSƯT Xuân Bắc
4, Nhà báo Đỗ Bạch Dương
5, Phạm Hải Đăng - Đại biểu Đại hội Cháu ngoan Bác Hồ lần thứ 3
6, Bác sĩ Trần Văn Phúc - Hội viên Hội Nhạc sĩ Việt Nam

#### Giai điệu tự hào tháng 4/2020: Gió và tình yêu thổi trên đất nước tôi (19/04/2020)
| Thứ tự | Bài hát                                | Tác giả                                | Thể hiện                                                                                     |
| ------ | -------------------------------------- | -------------------------------------- | -------------------------------------------------------------------------------------------- |
| 1      | Gió và tình yêu thổi trên đất nước tôi | Lưu Quang Vũ                           | NSƯT Đức Trung Tạ Bích Loan                                                                  |
| 2      | Giai điệu tổ quốc                      | Trần Tiến                              | Hoàng Hiệp                                                                                   |
| 3      | Thuyền và biển                         | Thơ: Xuân Quỳnh Nhạc: Phan Huỳnh Điểu  | Lê Xuân Hảo Phạm Thu Hà                                                                      |
| 4      | Sóng                                   | Thơ: Xuân Quỳnh Nhạc: Hồng Kiên        | Hoàng Hồng Ngọc Rica                                                                         |
| 5      | Kịch: Loài hoa bất tử                  | Lưu Quang Vũ Đạo diễn: NSƯT Xuân Bắc   | NSND Hoàng Dũng Hồng Quang Minh Tùng Kim Hướng Tô Dũng Minh Hoàng                            |
| 6      | Gió và tình yêu thổi trên đất nước tôi | Thơ: Lưu Quang Vũ Nhạc: Nguyễn Ngọc Tú | Hiền Nguyễn                                                                                  |
| 7      | Kịch: Nguồn sáng trong tôi             | Lưu Quang Vũ Đạo diễn: NSND Hoàng Dũng | Hồng Quang Minh Tùng Tô Dũng Minh Hoàng Ngô Thuận Kim Hướng Tuyết Trinh Hồng Phúc Hương Thủy |
| 8      | Để gió cuốn đi                         | Trịnh Công Sơn                         | Trần Bích Ngọc Quách Mai Thy Nguyễn Thu Thủy                                                 |

#### Giai điệu tự hào tháng 6/2020: Mặt đường khát vọng (28/6/2020)
| Thứ tự | Bài hát                            | Tác giả          | Ca sĩ thể hiện             |
| ------ | ---------------------------------- | ---------------- | -------------------------- |
| 1      | Khát Vọng Dựng Xây Dáng Hình Xứ Sở | Nguyễn Khoa Điềm | Lê Anh Mỹ Lan Vũ đoàn Hera |
| 2      | Những Ánh Sao Đêm                  | Phan Huỳnh Điểu  | Vũ Thắng Lợi               |
| 3      | Tình Ta Bạc Biển Đồng Xanh         | Hoàng Sông Hương | Tân Nhàn Lê Anh Dũng       |
| 4      | Cô Gái Mở Đường                    | Xuân Giao        | Thái Thùy Linh             |
| 5      | Sống Như Đóa Hoa                   | Tạ Quang Thắng   | Bảo Trâm                   |
| 6      | Lắng Nghe Lòng Đất                 | Trần Tiến        | Tập thể kỹ sư FECON        |
| 7      | Bài Ca Xây dựng                    | Hoàng Vân        | Đức Tuấn                   |
| 8      | Giai Điệu Tự Hào                   | Huy Tuấn         | Hoàng Hồng Ngọc Nhóm bè VK |

Danh sách Khách mời
1. Đại tá Nguyễn Quý - Nguyên Cục Trưởng, Cục Kỹ thuật, Bộ Tư lệnh Công Binh
2. Viện Sĩ, GS.TSKH, AHLĐ Trần Đình Long - Phó Chủ tịch Hội Điện Lực Việt Nam

#### Giai điệu tự hào tháng 7/2020: Ngày Mai Bắt Đầu Từ Hôm Nay (25/7/2020)
| Thứ tự | Bài hát                            | Tác giả                              | Ca sĩ thể hiện           |
| ------ | ---------------------------------- | ------------------------------------ | ------------------------ |
| 1      | LK Những Cánh Buồm, Tuổi Trẻ Đi Xa | Hoàng Vân                            | Nhóm Đồng Đội Nhóm Oplus |
| 2      | Nổi Trống Lên Rừng Núi Ơi          | Hoàng Vân                            | Phạm Anh Khoa            |
| 3      | Người Chiến Ấy                     | Hoàng Vân                            | Đông Hùng                |
| 4      | Nhớ                                | Thơ: Nguyễn Đình Thi Nhạc: Hoàng Vân | Phạm Thu Hà              |
| 5      | Mối Tình Đầu                       | Hoàng Vân                            | Việt Dung Giang Trang    |
| 6      | Con Chim Vành Khuyên               | Hoàng Vân                            | Thái Vũ                  |
| 7      | Mùa Hoa Phượng Nở                  | Hoàng Vân                            | Tạ Trung Dũng Nhóm Bè VK |

Danh sách Khách Mời:
1. Nhạc sĩ Nguyễn Thụy Kha
2. Nghệ sĩ Mạnh Hà
3. Nhạc Sĩ Trần Thanh Tùng

#### Giai điệu tự hào tháng 8/2020: Vì bình yên Tổ quốc (08/8/2020)
| Thứ tự | Bài hát                         | Tác giả        | Ca sĩ thể hiện                                                                                    |
| ------ | ------------------------------- | -------------- | ------------------------------------------------------------------------------------------------- |
| 1      | Người Công An Thân Yêu          | Văn Cao        | Đại diện lực lượng Công An Nhân Dân Hợp xướng Color Vũ đoàn Nhà hát nghệ thuật đương đại Việt Nam |
| 2      | Bài Ca Những Anh Hùng Thầm Lặng | Hiền Anh       | Hiền Anh Violon: Vân Hạnh Vũ đoàn Nhà hát nghệ thuật đương đại Việt Nam                           |
| 3      | Những Bàn Chân Lặng Lẽ          | Hoàng Vân      | Phúc Tiệp Vũ đoàn Hera                                                                            |
| 4      | Điệp Khúc Tình Yêu              | Trần Tiến      | Đinh Mạnh Ninh Nguyễn Thu Thủy                                                                    |
| 5      | Giai Điệu Tổ Quốc               | Trần Tiến      | Lê Anh Dũng Vũ Thắng Lợi Vũ đoàn Nhà hát nghệ thuật đương đại Việt Nam                            |
| 6      | Đêm Thành phố Đầy Sao           | Trần Long Ẩn   | NSƯT Tấn Minh Vũ đoàn Nhà hát nghệ thuật đương đại Việt Nam                                       |
| 7      | Để Gió Cuốn Đi                  | Trịnh Công Sơn | NSƯT Thanh Lam                                                                                    |
| 8      | Từ Một Ngã Tư Đường Phố         | Phạm Tuyên     | Dương Hoàng Yến Vũ đoàn Nhà hát nghệ thuật đương đại Việt Nam                                     |

- Giai điệu tự hào tháng 8 là những câu chuyện về sự hi sinh và đóng góp thầm lặng của người chiến sỹ công an nhân dân.
Danh sách Khách Mời:
1. Thiếu tướng Công an nhân dân Việt Nam, Anh hùng lực lượng vũ trang nhân dân Nguyễn Xuân Hà

## Tự hào giai điệu Việt Nam 2023

#### Tự hào giai điệu Việt Nam tháng 3/2023: Khát vọng xanh (26/03/2023)
Chương trình chuyển tải khái quát về những dấu mốc của nông nghiệp Việt Nam.
| Thứ tự | Bài hát                                  | Tác giả          | Ca sĩ thể hiện                                                            |
| ------ | ---------------------------------------- | ---------------- | ------------------------------------------------------------------------- |
| 1      | Em Đi Giữa Biển Vàng                     | Bùi Đình Thảo    | Tạ Quang Thắng Đội ca Nắng sớm Vũ đoàn K-Ben                              |
| 2      | Hát Về Cây Lúa Hôm Nay                   | Hoàng Vân        | Vũ Thắng Lợi Vũ đoàn K-Ben                                                |
| 3      | Thanh Niên Làm Theo Lời Bác              | Hoàng Hoa        | Thái Thùy Linh Thanh niên Agribank                                        |
| 4      | Việt Nam Ngày Mới                        | Nguyễn Văn Chung | Nguyễn Ngọc Anh Vũ đoàn K-Ben                                             |
| 5      | LK Việt Nam Trong Tôi Là, Máu Đỏ Da Vàng | Yến Lê DTAP      | Vũ Thắng Lợi Hồng Duyên Đội ca Nắng sớm Thanh niên Agribank Vũ đoàn K-Ben |

#### Tự hào giai điệu Việt Nam tháng 5/2023: Lớn lên cùng đất nước (14/05/2023)
| Thứ tự | Bài hát                                        | Tác giả                             | Ca sĩ thể hiện                                                                                          |
| ------ | ---------------------------------------------- | ----------------------------------- | --- |
| 1      | Đội Ta Lớn Lên Cùng Đất Nước                   | Phong Nhã                           | Hợp xướng Trung tâm Nghệ thuật Be Singer Nhóm Sao tuổi thơ                                              |
| 2      | Tiễn Thầy Đi Bộ Đội                            | Phạm Tuyên                          | Khánh Linh Nhóm Sao tuổi thơ                                                                            |
| 3      | Đếm Sao                                        | Văn Chung                           | CLB Họa Mi - Hà Nội CLB Vàng Anh - Nam Định                                                             |
| 4      | Ai Yêu Bác Hồ Chí Minh Hơn Thiếu Niên Nhi Đồng | Phong Nhã                           | Trần Viết Bính                                                                                          |
| 5      | Em Mơ Gặp Bác Hồ                               | Xuân Giao                           | Hợp xướng Trung tâm Nghệ thuật Be Singer                                                                |
| 6      | Cho Con                                        | Nhạc: Phạm Trọng Cầu Thơ: Tuấn Dũng | Bạch Thùy Linh Bé Ong                                                                                   |
| 7      | Ca Ngợi Tổ Quốc                                | Hoàng Vân                           | Bùi Hà My Đinh Quang Đạt Hợp xướng Trung tâm Nghệ thuật Be Singer Nhóm Sao tuổi thơ Thanh niên Agribank |

#### Tự hào giai điệu Việt Nam tháng 10/2023: Bài ca cây lúa (22/10/2023)
| Thứ tự | Bài hát                  | Tác giả                                  | Ca sĩ thể hiện                                                                  |
| ------ | ------------------------ | ---------------------------------------- | ------------------------------------------------------------------------------- |
| 1      | Hạt Gạo Làng Ta          | Nhạc: Trần Viết Bính Thơ: Trần Đăng Khoa | Marzuz Phong Windy Thiếu nhi Trung tâm Văn hóa Thành phố Hà Nội                 |
| 2      | Tình Yêu Của Đất Và Nước | Hoàng Vân                                | Trọng Tấn Vũ đoàn K-Ben                                                         |
| 3      | Hát Về Cây Lúa Hôm Nay   | Hoàng Vân                                | NSND Thái Bảo Vũ đoàn K-Ben                                                     |
| 4      | Tình Đất Đỏ Miền Đông    | Trần Long Ẩn                             | Phạm Anh Duy Charm Band                                                         |
| 5      | Việt Nam Quê Hương Tôi   | Đỗ Nhuận                                 | Trọng Tấn Charm Band                                                            |
| 6      | Quê Hương Việt Nam       | Anh Khang Suboi                          | Marzuz Phong Windy Thiếu nhi Trung tâm Văn hóa Thành phố Hà Nội Tốp ca Agribank |

## Giai điệu tự hào 2024

#### Giai điệu Việt Nam tháng 3/2024: Khát vọng xanh (24/03/2024)
| Thứ tự | Bài hát                 | Tác giả           | Ca sĩ thể hiện                                                         |
| ------ | ----------------------- | ----------------- | ---------------------------------------------------------------------- |
| 1      | Như Một Hòn Bi Xanh     | Trịnh Công Sơn    | Lâm Phúc Idol Nhóm Sao tuổi thơ Accordeon: Hải Quân Guitar: Hoàng Nhân |
| 2      | Việt Nam                | Mai Khôi          | Hoàng Hồng Ngọc Rica Vũ đoàn K-Ben                                     |
| 3      | Ơi Cuộc Sống Mến Thương | Nguyễn Ngọc Thiện | Thái Thùy Linh Thái Minh Nhóm Sao tuổi thơ                             |
| 4      | Tình Cây Và Đất         | Tô Thanh Tùng     | Sèn Hoàng Mỹ Lam Nguyễn Khiêm Thảo Nhi                                 |
| 5      | Rừng Chiều              | Vũ Thanh          | Dương Trần Nghĩa                                                       |
| 6      | Yêu Việt Nam            | Đăng Thuận        | Phạm Anh Duy Tốp ca Agribank Vũ đoàn K-Ben Nhóm Sao tuổi thơ           |

#### Giai điệu Việt Nam tháng 6/2024: Hát giữa trùng khơi (02/06/2024)
| Thứ tự | Bài hát                | Tác giả       | Ca sĩ thể hiện                                                                     |
| ------ | ---------------------- | ------------- | ---------------------------------------------------------------------------------- |
| 1      | Bài Ca Tôm Cá          | DTAP          | Đồng Hiền Trang Anh Thiếu nhi Trung tâm Văn hóa TP. Hà Nội Vũ đoàn K-Ben           |
| 2      | Biển Hát Chiều Nay     | Hồng Đăng     | Trần Thu Hà Vũ đoàn K-Ben                                                          |
| 3      | Nơi Đảo Xa             | Thế Song      | NSƯT Đăng Dương Vũ đoàn K-Ben                                                      |
| 4      | Khúc Quân Ca Trường Sa | Đoàn Bống     | Cán bộ chiến sĩ Bộ tư lệnh Quân chủng Hải quân Cán bộ nhân viên ngân hàng Agribank |
| 5      | Bay Qua Biển Đông      | Lê Việt Khánh | Hoàng Hồng Ngọc Ban nhạc Hải Quân                                                  |
| 6      | Sóng                   | Trần Lập      | Đông Hùng Ban nhạc Bức Tường                                                       |

#### Giai điệu tự hào tháng 8/2024: Đồng chí (11/08/2024)
| Thứ tự | Bài hát                                       | Tác giả                                             | Ca sĩ thể hiện                                          |
| ------ | --------------------------------------------- | --------------------------------------------------- | ------------------------------------------------------- |
| 1      | Đồng Chí                                      | Thơ: Chính Hữu Nhạc: Minh Quốc Lời Rap: Mạnh Hakyno | NSND Tấn Minh Mạnh Hakyno Guitar Hữu Hiệp Vũ đoàn K-Ben |
| 2      | LK Cùng Nhau Đi Hồng Binh, Ta Ra Trận Hôm Nay | Đinh Nhu Văn An                                     | Nhóm Dòng thời gian Vũ đoàn K-Ben                       |
| 3      | Sinh Viên Lên Đường Ra Chiến Trường           | Hoàng Anh Minh                                      | Violin Quang Duy                                        |
| 4      | Đồng Đội                                      | Hoàng Hiệp                                          | Tạ Quang Thắng Guitar Hữu Hiệp                          |
| 5      | Bài Ca Không Quên                             | Phạm Minh Tuấn                                      | Phạm Thu Hà Vũ đoàn K-Ben                               |
| 6      | Trái Tim Người Chiến Sĩ                       | Trần Viết Được                                      | Hoàng Hồng Ngọc                                         |

#### Giai điệu Việt Nam tháng 9/2024: Gieo con chữ ước mơ (29/09/2024)
| Thứ tự | Bài hát                                 | Tác giả                   | Ca sĩ thể hiện                                    |
| ------ | --------------------------------------- | ------------------------- | ------------------------------------------------- |
| 1      | LK Chong Chóng Gió, Người Gieo Mầm Xanh | Hồ Hoài Anh Hứa Kim Tuyền | Bảo Trâm Thiếu nhi Stage of Talents Vũ đoàn K-Ben |
| 2      | Niềm Vui Của Em                         | Nguyễn Huy Hùng           | Khánh Linh Mộc Band                               |
| 3      | Con Đường Tôi                           | Khắc Hưng                 | Nguyễn Trần Trung Quân Vũ đoàn K-Ben              |
| 4      | Việt Nam Muôn Màu                       | Nguyễn Đức Tùng           | Nhóm O-plus Vũ đoàn K-Ben                         |

#### Giai điệu tự hào tháng 10/2024: Tình em (06/10/2024)
| Thứ tự | Bài hát                        | Tác giả                              | Ca sĩ thể hiện                                          |
| ------ | ------------------------------ | ------------------------------------ | ------------------------------------------------------- |
| 1      | Tình Em                        | Thơ: Ngọc Sơn Nhạc: Huy Du           | Bảo Trâm Đông Hùng Vũ đoàn K-Ben                        |
| 2      | Trường Sơn Đông Trường Sơn Tây | Thơ: Phạm Tiến Duật Nhạc: Hoàng Hiệp | Lâm Phúc Hương Ly Guitar Hữu Hiệp Accordion Nguyễn Hùng |
| 3      | Mùa Xuân                       | Phạm Minh Tuấn                       | Phạm Thu Hà                                             |
| 4      | Miền Xa Thẳm                   | Đức Trịnh                            | NSƯT Lan Anh Vũ đoàn K-Ben                              |
| 5      | Ông Bà Anh                     | Lê Thiện Hiếu                        | Tiến Mạnh Vũ đoàn K-Ben                                 |
| 6      | Đất Nước Tình Yêu              | Trần Lệ Giang                        | NSƯT Vũ Thắng Lợi NSƯT Lan Anh Vũ đoàn K-Ben            |

#### Giai điệu Việt Nam tháng 11/2024: Ngày mùa (17/11/2024)
| Thứ tự | Bài hát             | Tác giả          | Ca sĩ thể hiện                                                       |
| ------ | ------------------- | ---------------- | -------------------------------------------------------------------- |
| 1      | Ngày Mùa            | Văn Cao          | Hồng Nhung Hồng Lụa Hương Ly Thiếu nhi Trung tâm Văn hóa TP. Hà Nội  |
| 2      | Bài Ca Năm Tấn      | Nguyễn Văn Tý    | Hiền Anh Vũ đoàn K-Ben                                               |
| 3      | Hò Dân Cày          | Văn Chung        | NSƯT Vũ Thắng Lợi Quách Mai Thy Trần Bích Ngọc                       |
| 4      | Em Dắt Trâu Ra Đồng | Minh Châu        | Ali Thục Phương Tân Anh Tú An Thiếu nhi Trung tâm Văn hóa TP. Hà Nội |
| 5      | Quê Tôi             | Hoàng Anh Minh   | PiaLinh Thiếu nhi Trung tâm Văn hóa TP. Hà Nội                       |
| 6      | Việt Nam Tươi Đẹp   | Nguyễn Hoàng Duy | Đinh Mạnh Ninh PiaLinh Vũ đoàn K-Ben                                 |

#### Giai điệu tự hào tháng 12/2024: Đất nước lời ru - Người mẹ chiến sĩ (08/12/2024)
| Thứ tự | Bài hát                       | Tác giả                              | Ca sĩ thể hiện                       |
| ------ | ----------------------------- | ------------------------------------ | ------------------------------------ |
| 1      | Đất Nước Lời Ru               | Văn Thành Nho                        | NSƯT Tân Nhàn Vũ đoàn K-Ben          |
| 2      | Tấm Áo Chiến Sĩ Mẹ Vá Năm Xưa | Nguyễn Văn Tý                        | Thế Dũng Vũ đoàn K-Ben               |
| 3      | Huyền Thoại Mẹ                | Trịnh Công Sơn                       | Nguyễn Ngọc Anh Vũ đoàn K-Ben        |
| 4      | Đất Nước                      | Thơ: Tạ Hữu Yên Nhạc: Phạm Minh Tuấn | NSND Tấn Minh NSƯT Lệ Giang          |
| 5      | Người Mẹ Của Tôi              | Xuân Hồng                            | NSND Hồng Hạnh Vũ đoàn K-Ben         |
| 6      | Hãy Yên Lòng Mẹ Ơi            | Thơ: Lê Giang Nhạc: Lư Nhất Vũ       | Tốp nam Nhà hát Ca múa nhạc Quân đội |
| 7      | Một Vòng Việt Nam             | Đông Thiên Đức                       | Nhóm O-plus Vũ đoàn K-Ben            |